# Bodan-Werft
Die Bodan Werft Metallbau GmbH & Co. KG war eine Spezialwerft mit Sitz im baden-württembergischen Kressbronn am Bodensee. Die Werft war insbesondere für die Bodenseeschifffahrt von Bedeutung. Neben dem Schiffbau existierten weitere Geschäftsbereiche wie Schwimmbad- und Metallbau sowie der Betrieb eines Hafens.

## Geschichte
Das 1919 durch Hermann Stachelhaus gegründete Unternehmen war die erste industrielle Werft am Bodensee, sie stellte damals als einzige Firma am Bodensee Stahlschiffe her. Der erste Produktionsschwerpunkt waren Motorfischerboote, die in Lizenz des deutschen Automobilherstellers Benz & Cie. gebaut wurden, sowie kleinere Passagier-Motorboote und Privatyachten. 1927 wurde die erste Binnenseefähre für die neu eingerichtete Fährverbindung Konstanz-Meersburg in der Werft gefertigt.
Eine zunehmend wichtige Auftraggeberin war ab 1920 die Deutsche Reichsbahn, die die Personenschifffahrt auf dem Bodensee von den Länderbahnen übernahm. Zunächst ließ die Reichsbahn nur kleinere Schiffe bei der Bodan-Werft bauen, die großen Einheiten bezog sie von Werften außerhalb der Bodenseeregion.

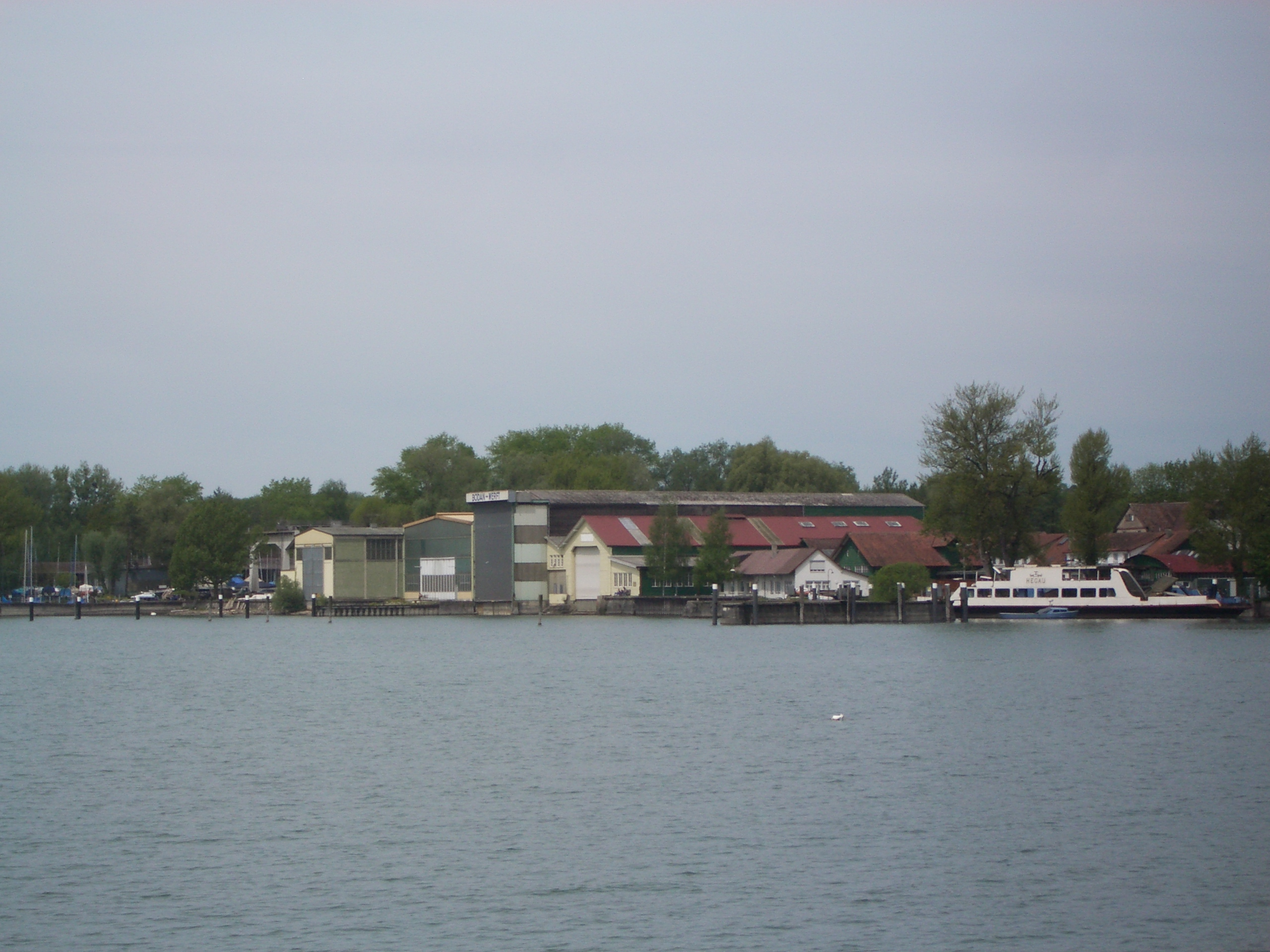
Bodan-Werft in Kressbronn am Bodensee (Mai 2006)

Im Zweiten Weltkrieg wurde das Unternehmen der Marine verpflichtet und baute Landungsboote für die Wehrmacht. Ein Teil der Produktionsanlagen wurde nach dem Krieg demontiert, doch bereits ab 1946 wurden wieder Fischerboote und ab 1949 wieder Personenschiffe gebaut. Durch Modernisierungen und Erweiterungen war die Werft inzwischen auch in der Lage, größere Schiffe zu fertigen.
Bedeutende Kunden neben der Deutschen Reichsbahn bzw. ihren Nachfolgern als Betreiber der deutschen Weißen Flotte sind seit 1952 die Zürichsee-Schiffahrtsgesellschaft (ZSG), die heute noch über elf aktive Schiffe (einschließlich des Flaggschiffs MS Helvetia) und drei Limmatboote der Bodan-Werft verfügt, sowie die Zürichsee-Fähre Horgen–Meilen AG, die ab 1968 insgesamt fünf Fährschiffe bestellte.
Unter der Bezeichnung Bodan-Fähre waren von der Bodan-Werft entwickelte und gebaute 13 Pionierfähren (+ 1 Prototyp) von 1962 bis 2001 bei der Bundeswehr im Einsatz.
Laut Mitteilung der IG Metall vom 28. Dezember 2010 beabsichtigte die Bodan-Gruppe Kressbronn, die Geschäftsbereiche Werft und Konstruktionsbüro zum Frühjahr 2011 einzustellen und aufgrund von Schulden zu liquidieren.
Am 19. März 2011 einigten sich Betriebsrat (unterstützt durch die IG Metall) und die Geschäftsführung auf einen Sozialplan.
Im Frühjahr 2011 wurde die Bodan-Werft vom Regierungspräsidium Tübingen wegen der geplanten Nutzungsänderung überprüft. Im Mai wurde dem Eigentümer mitgeteilt, dass es sich bei der Bodan-Werft aus wissenschaftlichen und heimatgeschichtlichen Gründen um ein Kulturdenkmal handelt. Am 6. Juli 2011 billigte der Technische Ausschuss des Gemeinderats von Kressbronn den Antrag, dass alle Gebäude der Werft abgerissen und das Gelände einer anderen Verwendung zugeführt werden soll.
Die Öffentlichkeit erfuhr am 2. August 2011, dass die Bodan-Werft unter Denkmalschutz steht.
Mehrere Bürgerinitiativen setzen sich für den Erhalt der historischen Bauten sowie die Nutzung der Grundstücksflächen im Sinne der Allgemeinheit ein.
Auf dem ehemaligen Gelände der Bodan-Werft wurden in und um die denkmalgeschützte Werfthalle Wohnhäuser errichtet.
Für größere Schiffe stehen seitdem am Bodensee die VSU-Werften in Fußach, in Romanshorn sowie in Friedrichshafen zur Verfügung.

## Hergestellte Schiffe

### Bodensee-Schiffe

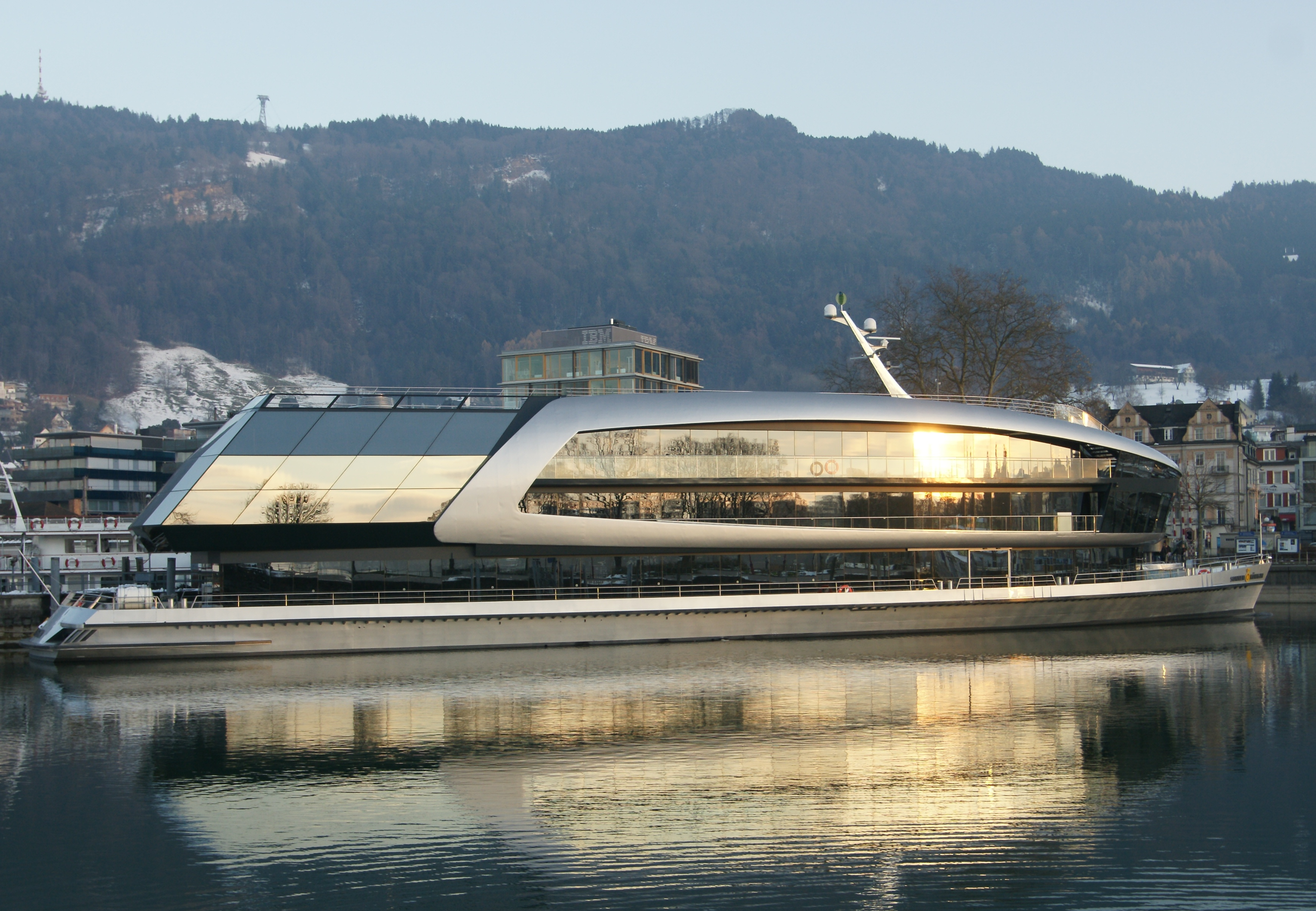
Event-Schiff Sonnenkönigin

Die Bodan-Werft fertigte eine Vielzahl von Schiffen an, die für die Bodenseeschifffahrt prägend waren oder sind:
- die Fähren Bodan (1939), Fontainebleau (1970), Fritz Arnold (1963), Hegau (1957), Konstanz (1930), Konstanz (1975), Kreuzlingen (1993), Lodi (2010), Meersburg (1928), Meersburg (1980), Tábor (2004) und Thurgau (1954) der Fährlinie Konstanz–Meersburg (von allen Bodenseefähren ist die Linzgau bis 2018 die einzige, die nicht von der Bodan-Werft gebaut wurde)
- die Fähren Euregia (1996), Friedrichshafen (1966), Romanshorn (1958) und Schussen (1929) der Fährlinie Friedrichshafen–Romanshorn
- die Linienschiffe Arenenberg (1936), Arenenberg (1983), Baden (1935), Bayern (1988), Hegau (1932), Friedrichshafen (1952), Großherzog Ludwig (2000), Konstanz (1925), Konstanz (1940), Konstanz (1964), Kreuzlingen (1956), Lindau (1958), Lindau (2006), Mainau (1928), Meersburg (1930), Mettnau (1929), München (1962), Munot (1936), Munot (1998), Ravensburg (1931), Reichenau (1928), Reichenau (1961), Rhynegg (1977), Rhyspitz (1970), Säntis (1956), Schaffhausen (1970), Schwaben (1937), St. Gallen (1967), Stadt Konstanz (1952), Stadt Radolfzell (1926), Stein am Rhein (1957), Stuttgart (1960), Thurgau (1932), Thurgau (1965), Überlingen (1927) und Zürich (1933)
- die Katamarane Constanze (2005), Ferdinand (2007) und Fridolin (2005) der Katamaranverbindung Friedrichshafen–Konstanz
- die Motorboote Adler, Falke, Habicht, Milan und Sperber der Raubvogelklasse
- weitere Motorboote im Linien- und Charterverkehr: Alpenstadt Bludenz, Dornbirn, Emily, Feldkirch, Föhn und Reichenau
- die Sonnenkönigin (2008)
- das Forschungsschiff August Thienemann der Anstalt für Bodenseeforschung in Staad[14] (1958), benannt nach dem Begründer der Limnologie, August Thienemann[15]

| Schiffsname   | Schiffstyp  | Stapellauf |
| ------------- | ----------- | ---------- |
| Sonnenkönigin | Motorschiff | 2008       |
| Constanze     | Katamaran   | 2005       |
| Ferdinand     | Katamaran   | 2007       |
| Fridolin      | Katamaran   | 2005       |

### Zürichsee
- Zürichsee-Fähre Horgen–Meilen: Schwan (1969), Meilen (1979), Horgen (1991), Zürisee (1999), Burg (2003)
- Zürichsee-Schiffahrtsgesellschaft: Linth (1952), Glärnisch (1955), Säntis (1957), Limmat (1958), Bachtel (1962), Helvetia (1964), Wädenswil (1968), Ufenau (1977),[16][17][18] Albis (1997), Pfannenstiel (1998), Uetliberg (1999), Zimmerberg (2001), Forch (2001) sowie die Limmatschiffe Turicum (1992), Felix (1993) und Regula (1993)

### Thuner- und Brienzersee
- Schifffahrt Berner Oberland:[19] Jungfrau (1954), Interlaken (1956), Niederhorn (1959), Bubenberg (1962) und Brienz (1981)

### Zugersee
- Zugersee Schifffahrt: Rigi (1992), Schwyz (1997)

## Bilder

Bodenseeschiffe
Fähre Meersburg
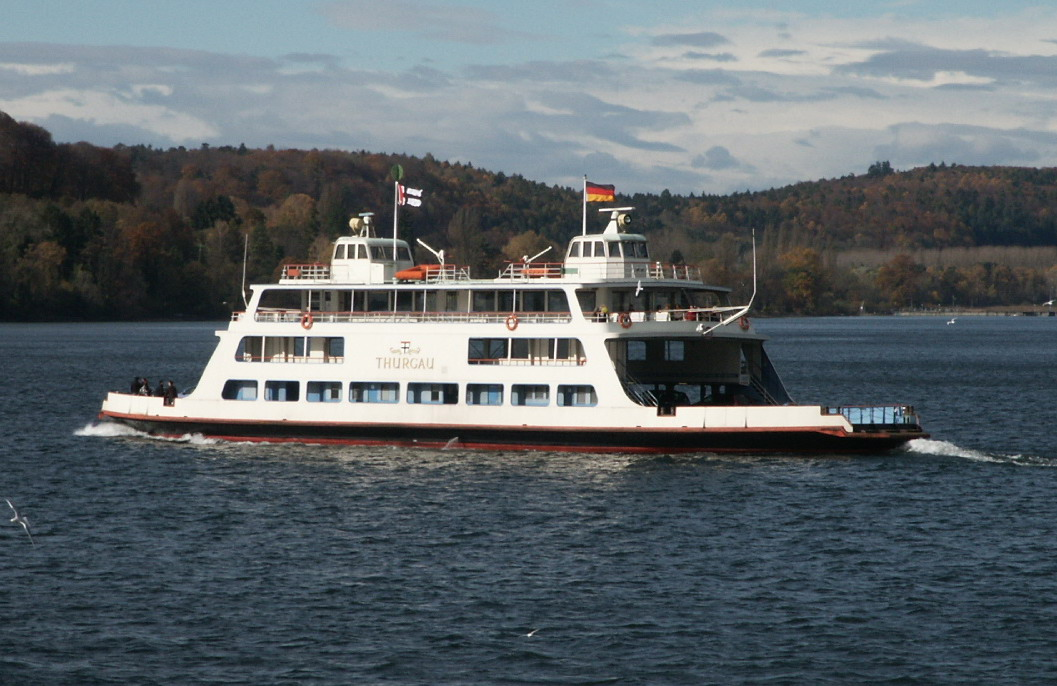
Fähre Thurgau
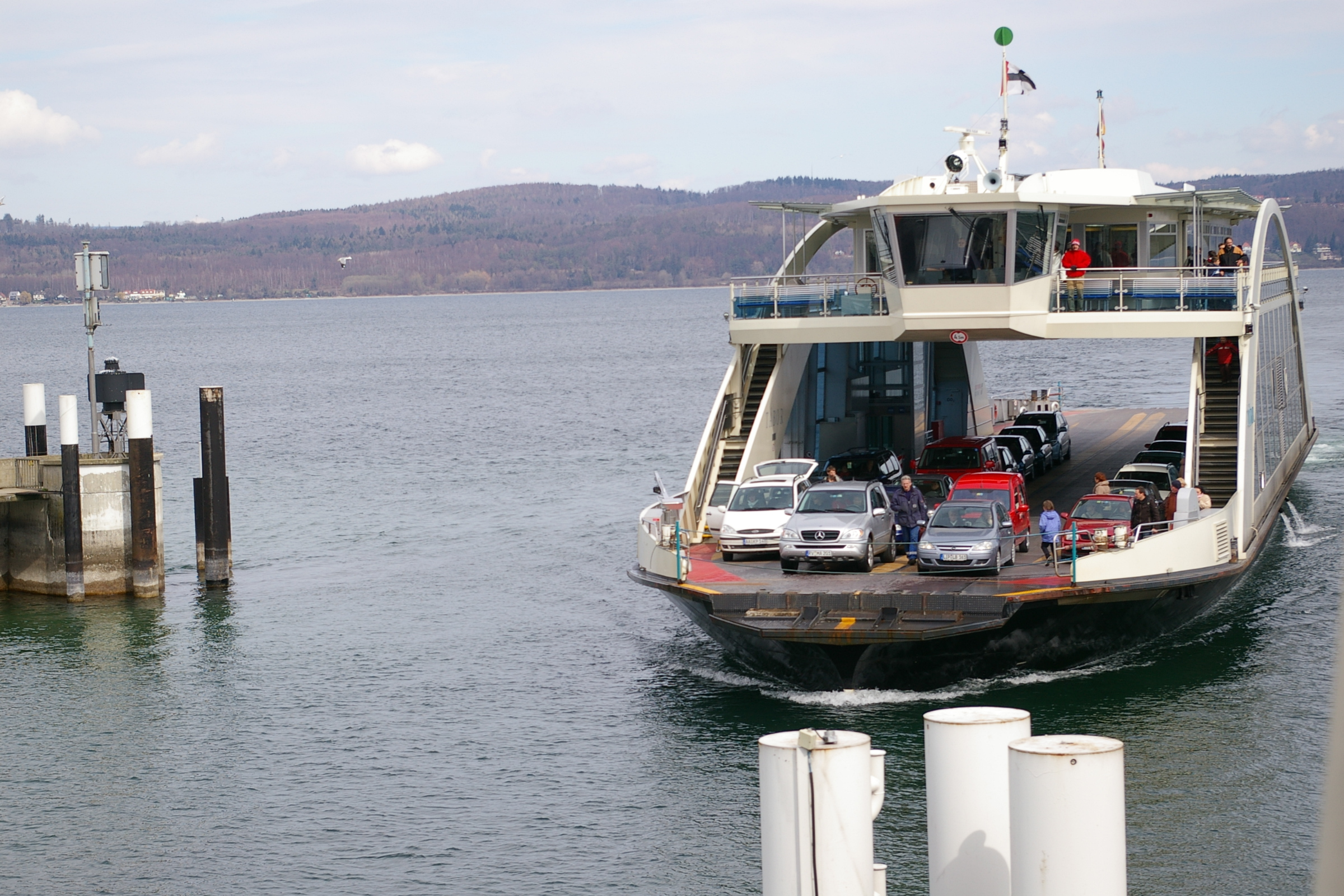
Fähre Tábor
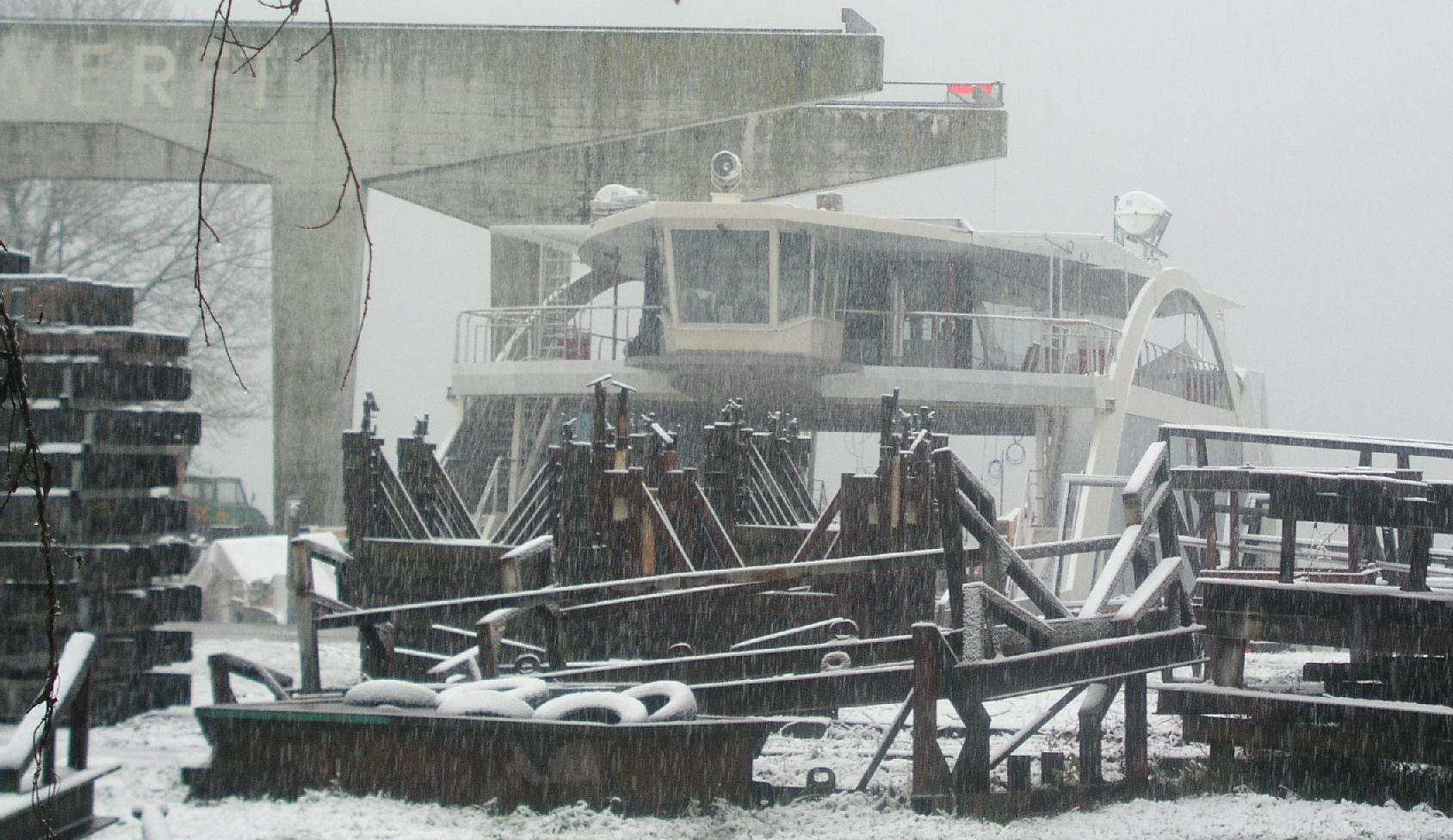
Fährneubau Lodi
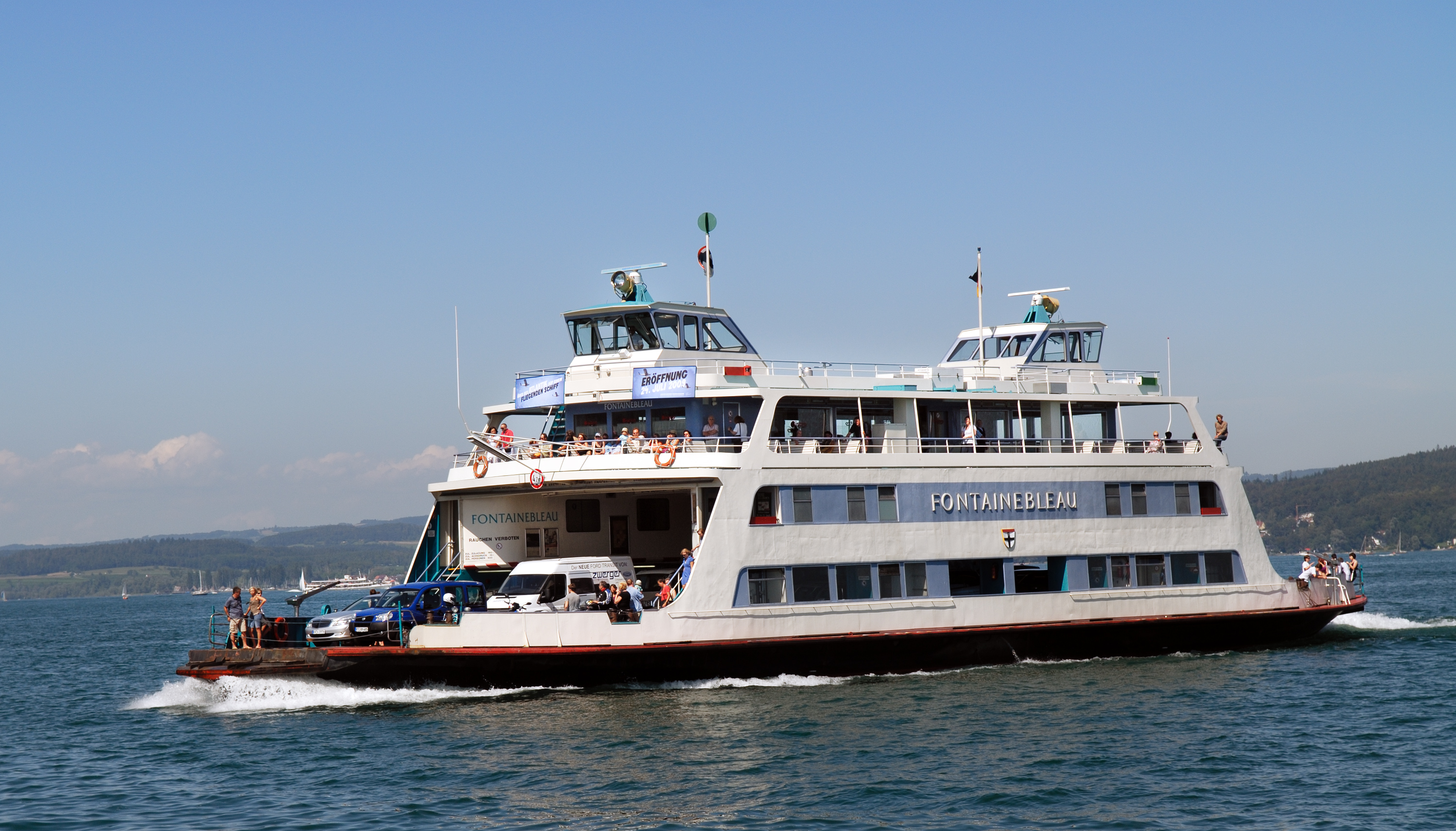
Fähre Fontainebleau
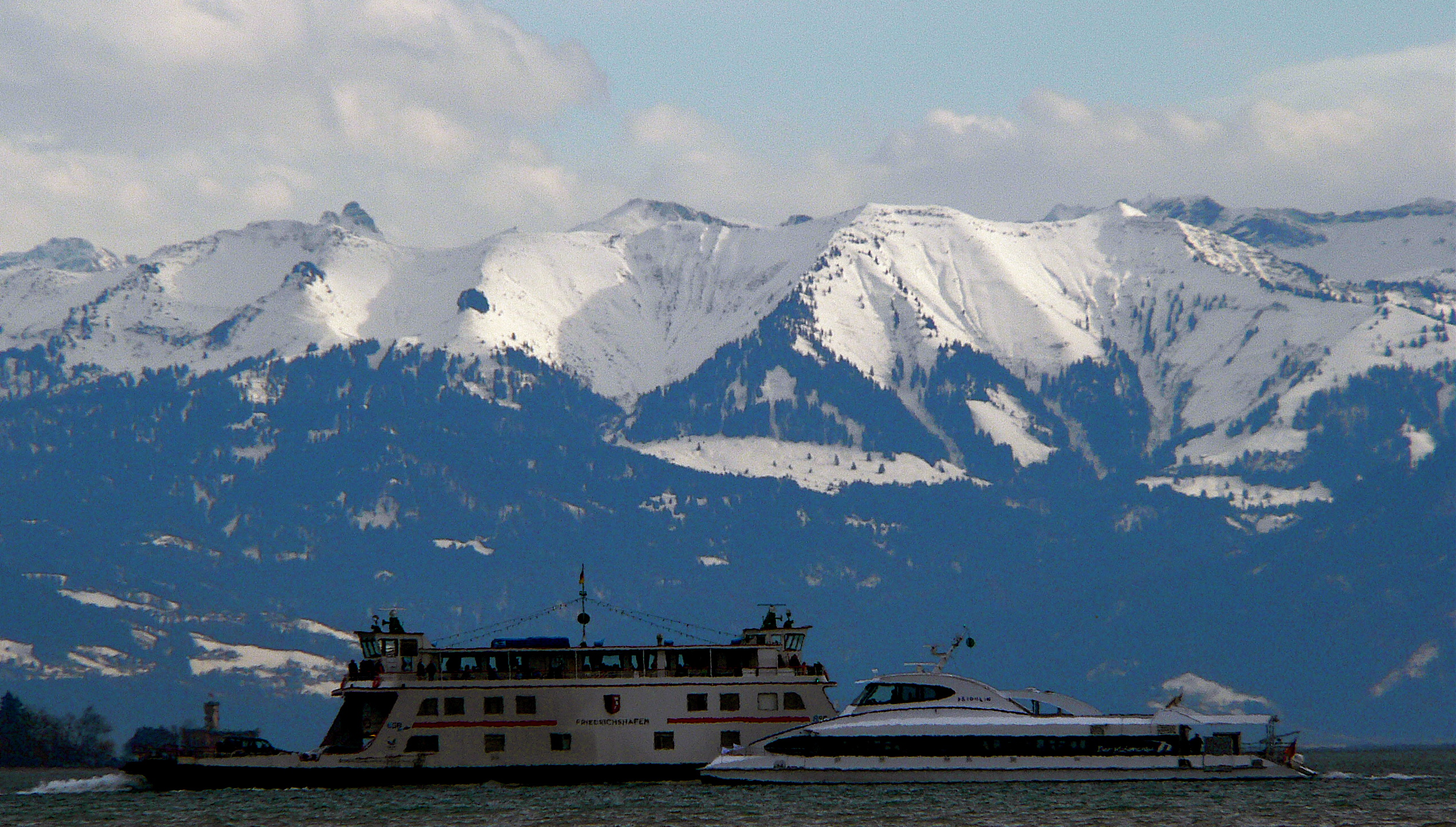
Fähre Friedrichshafen und Katamaran Fridolin
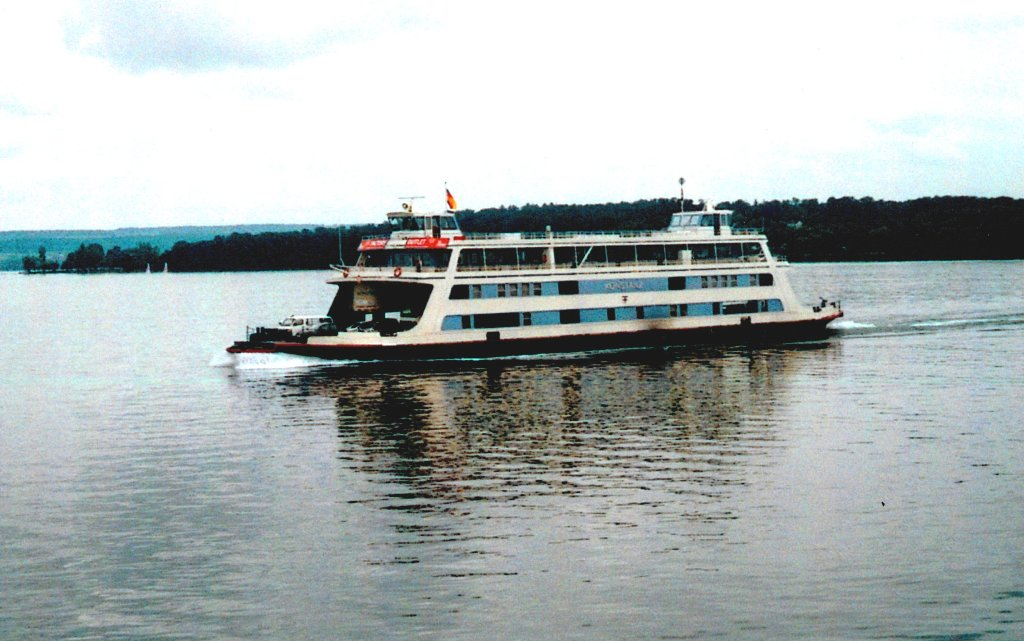
Fähre Konstanz
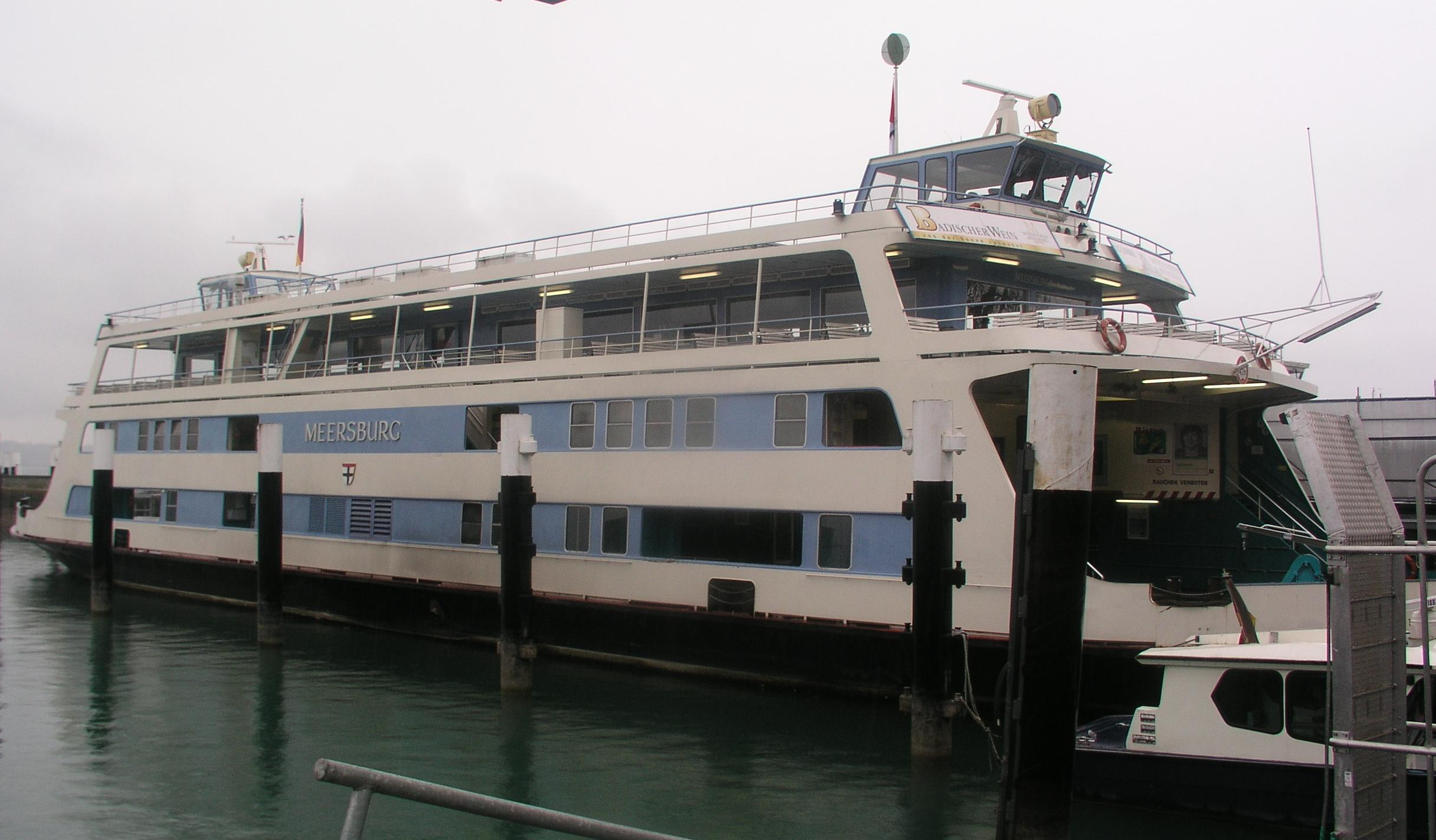
Fähre Meersburg
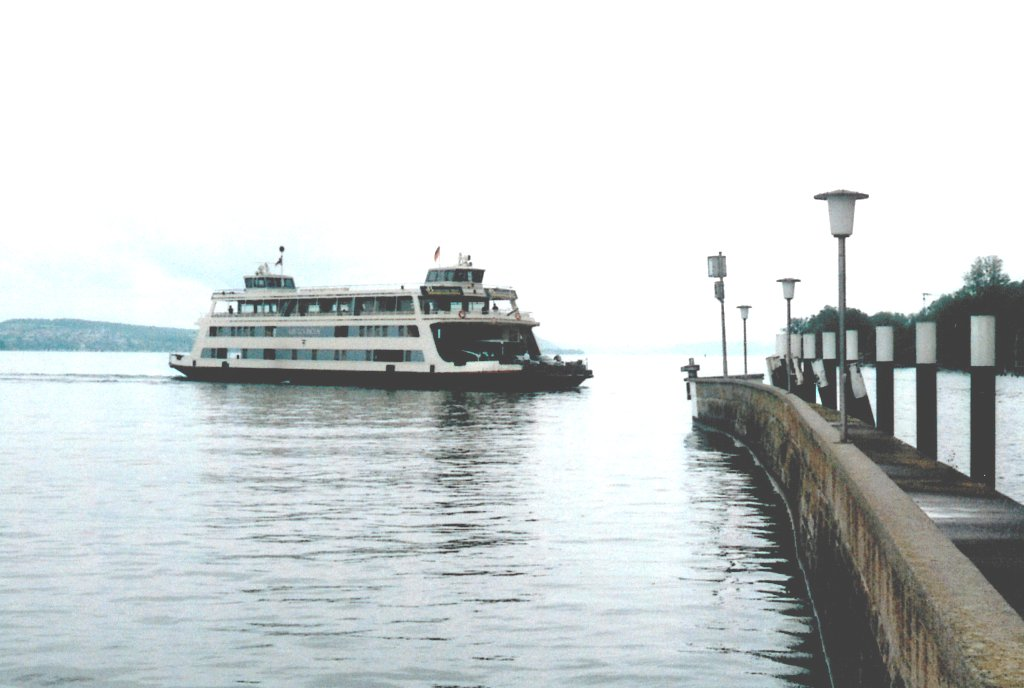
Fähre Kreuzlingen
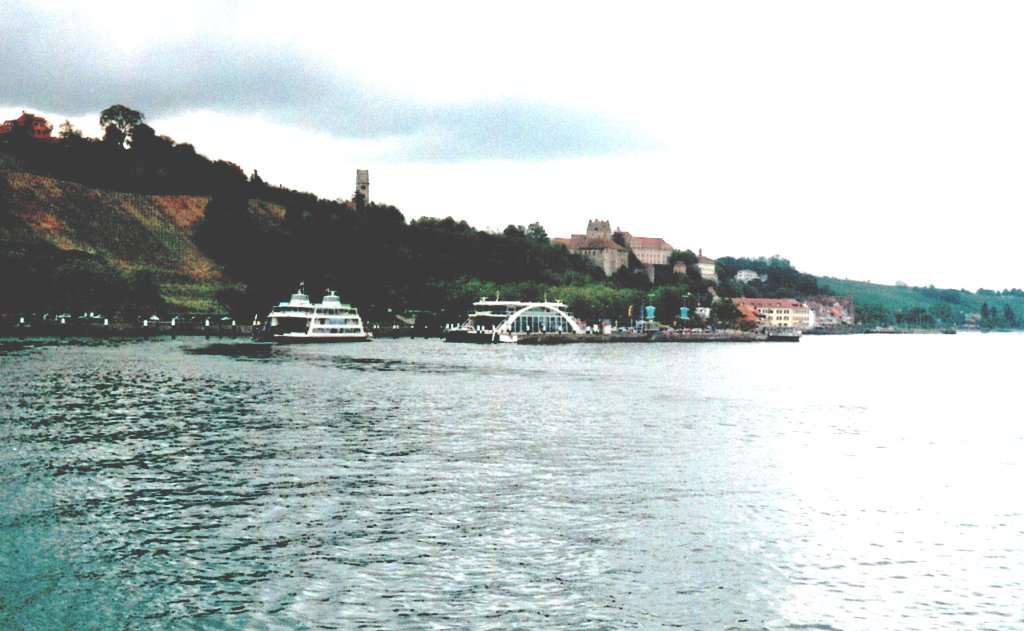
Fähren Fritz Arnold und Tábor
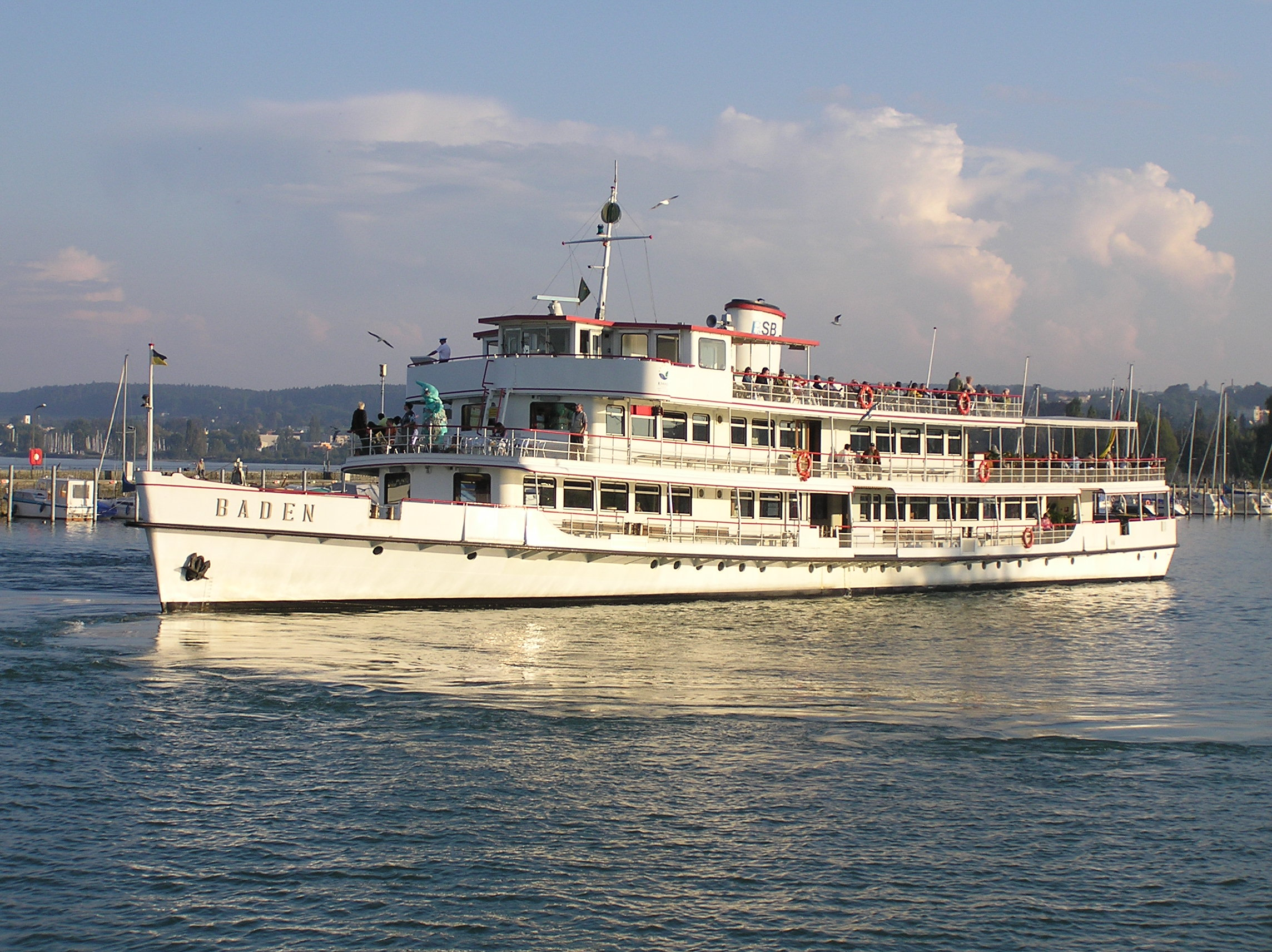
Baden
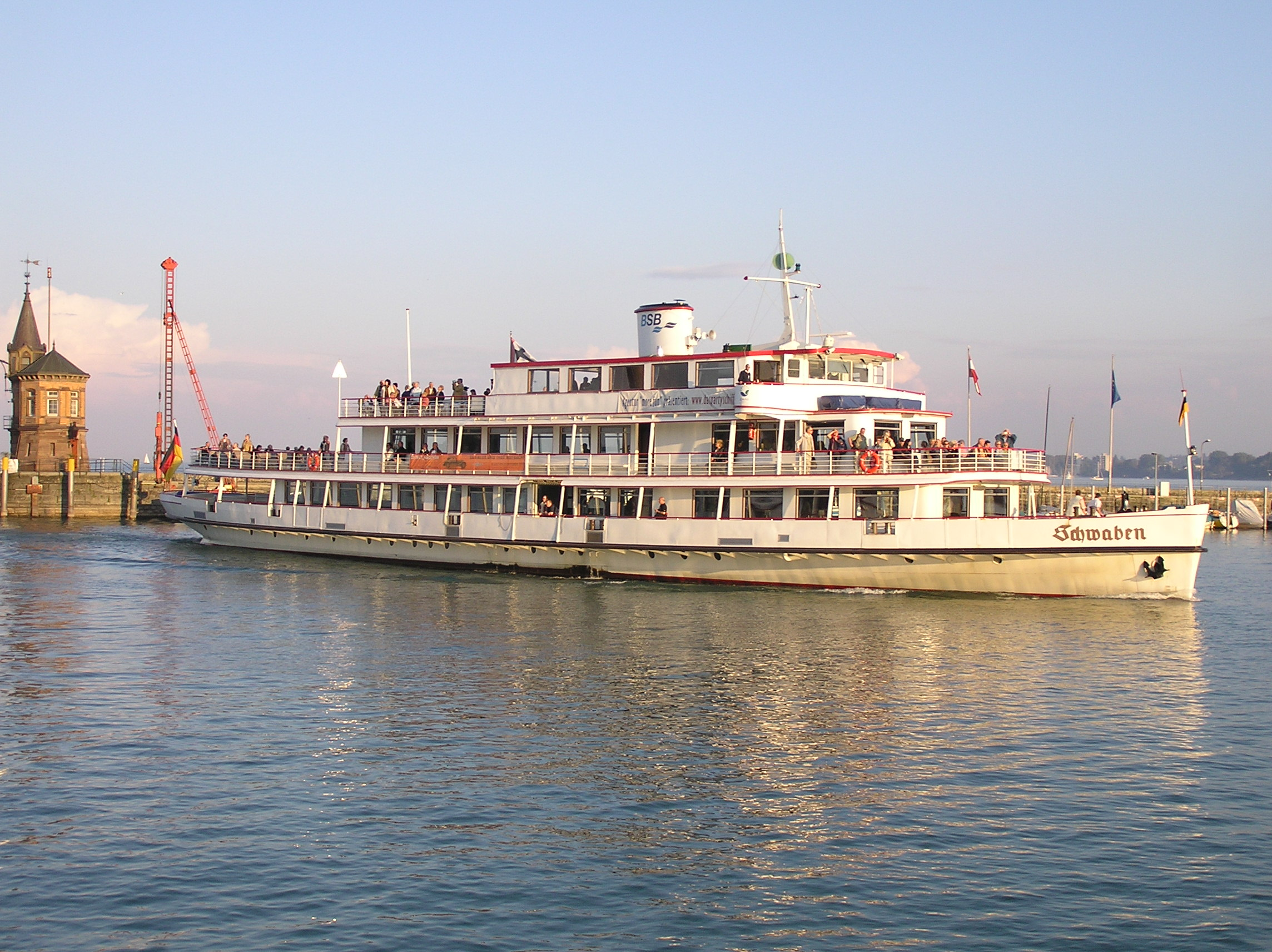
Schwaben
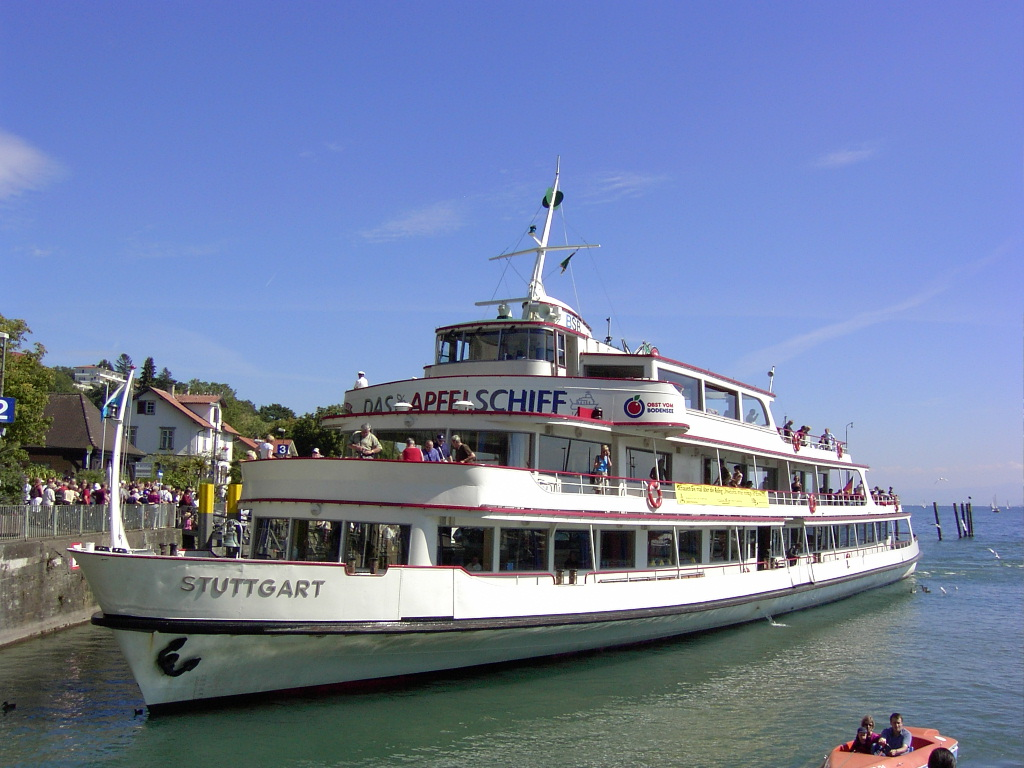
Stuttgart
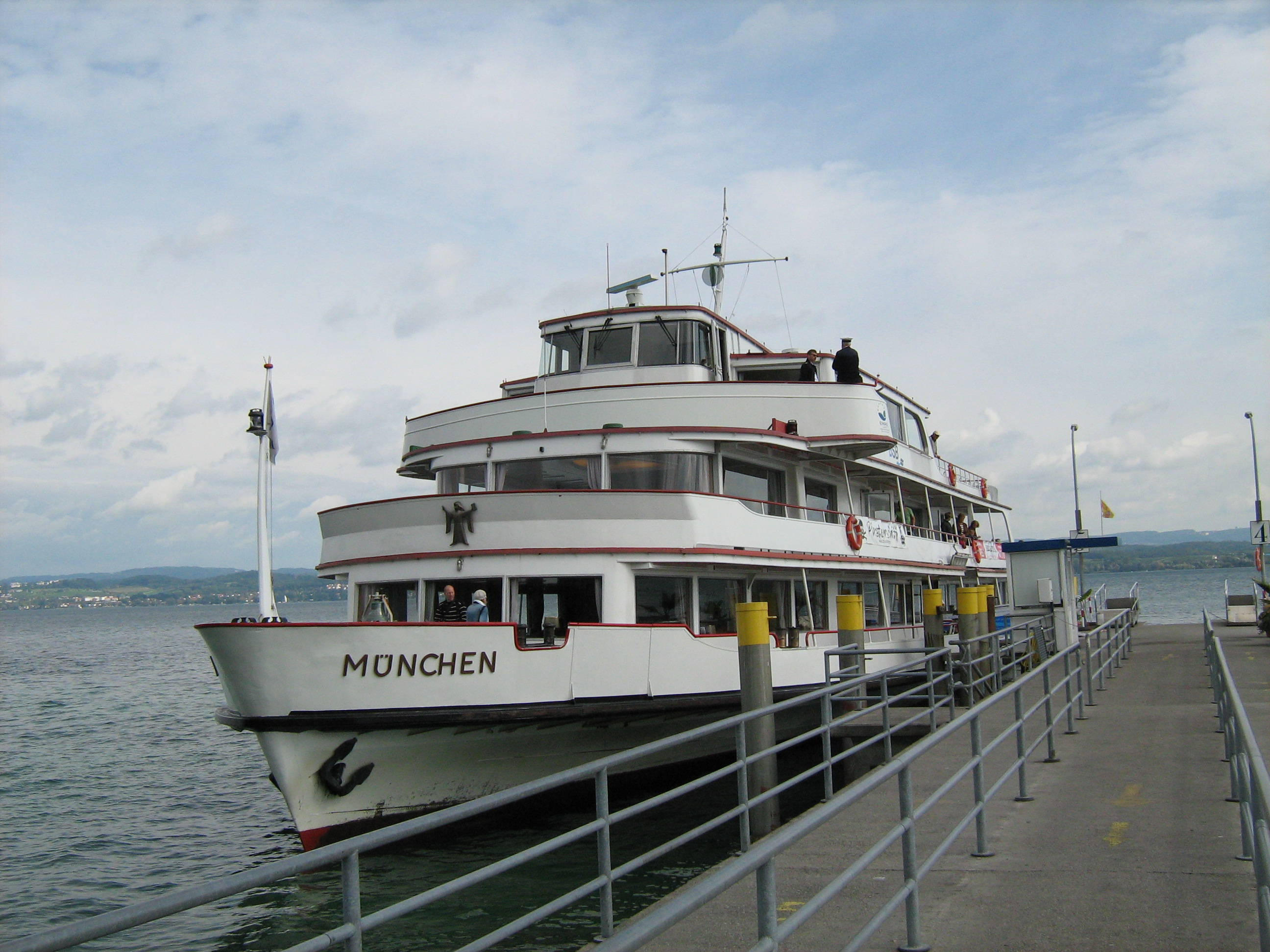
München
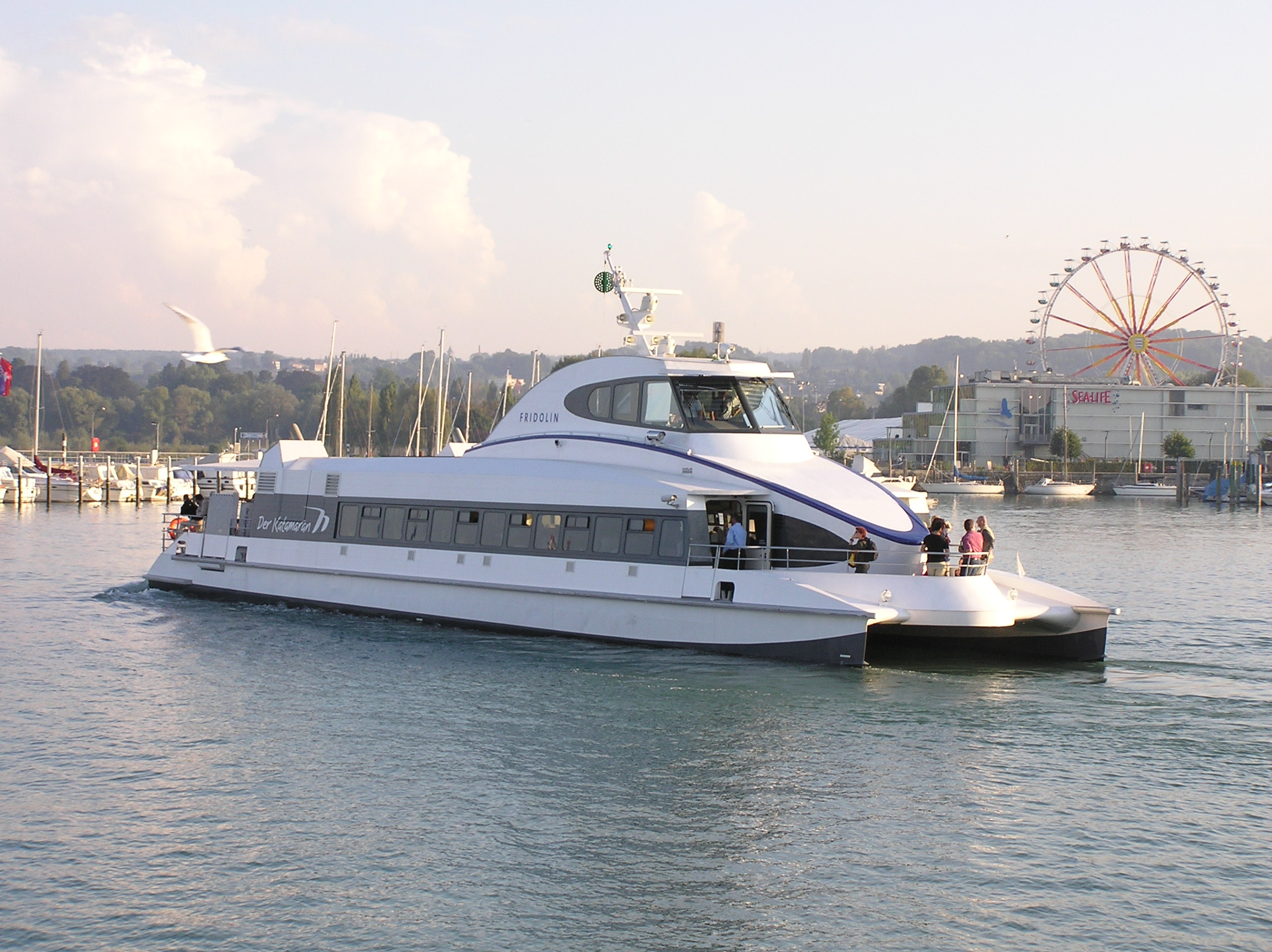
Katamaran Fridolin
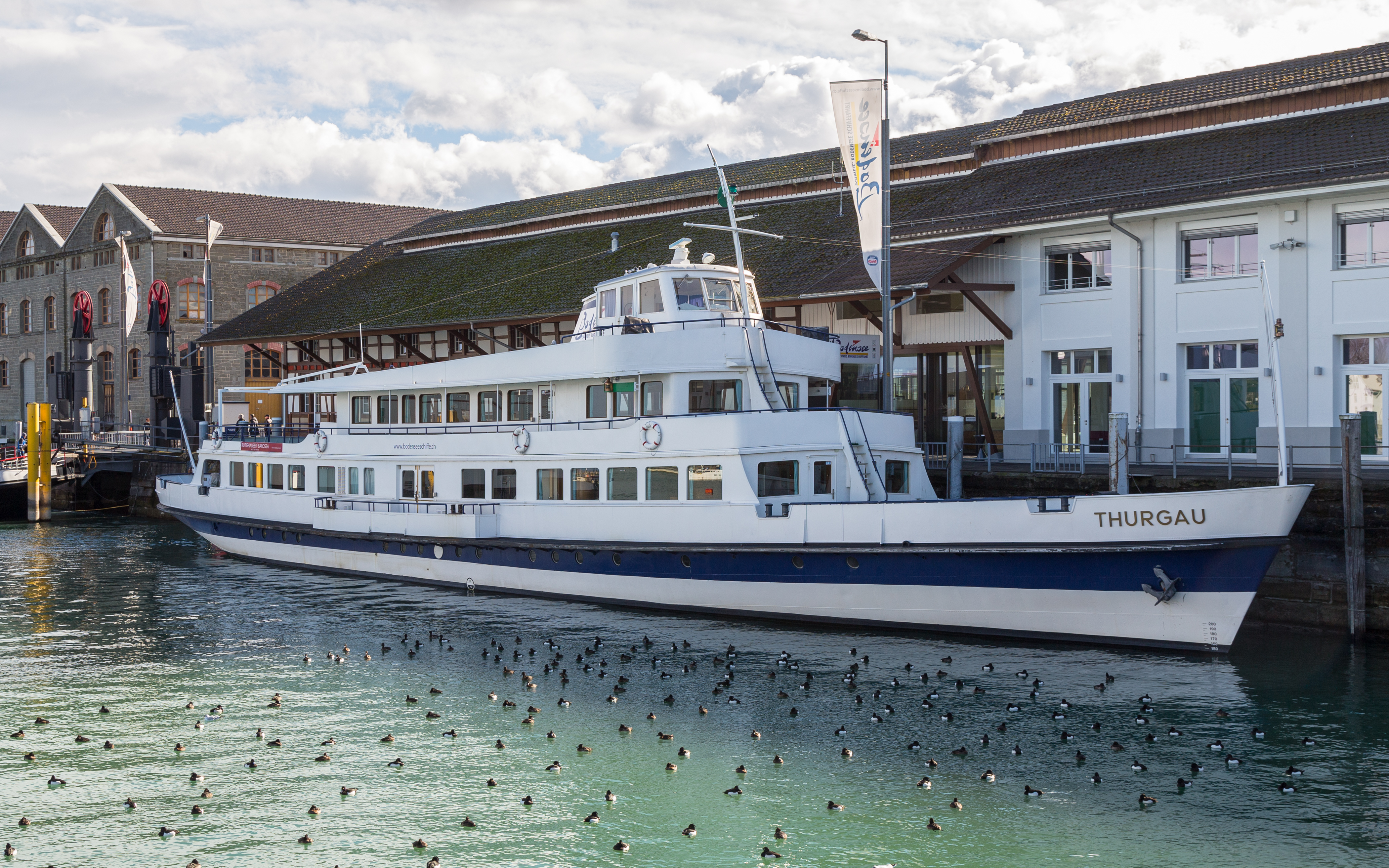
Thurgau im Romanshorner Hafen
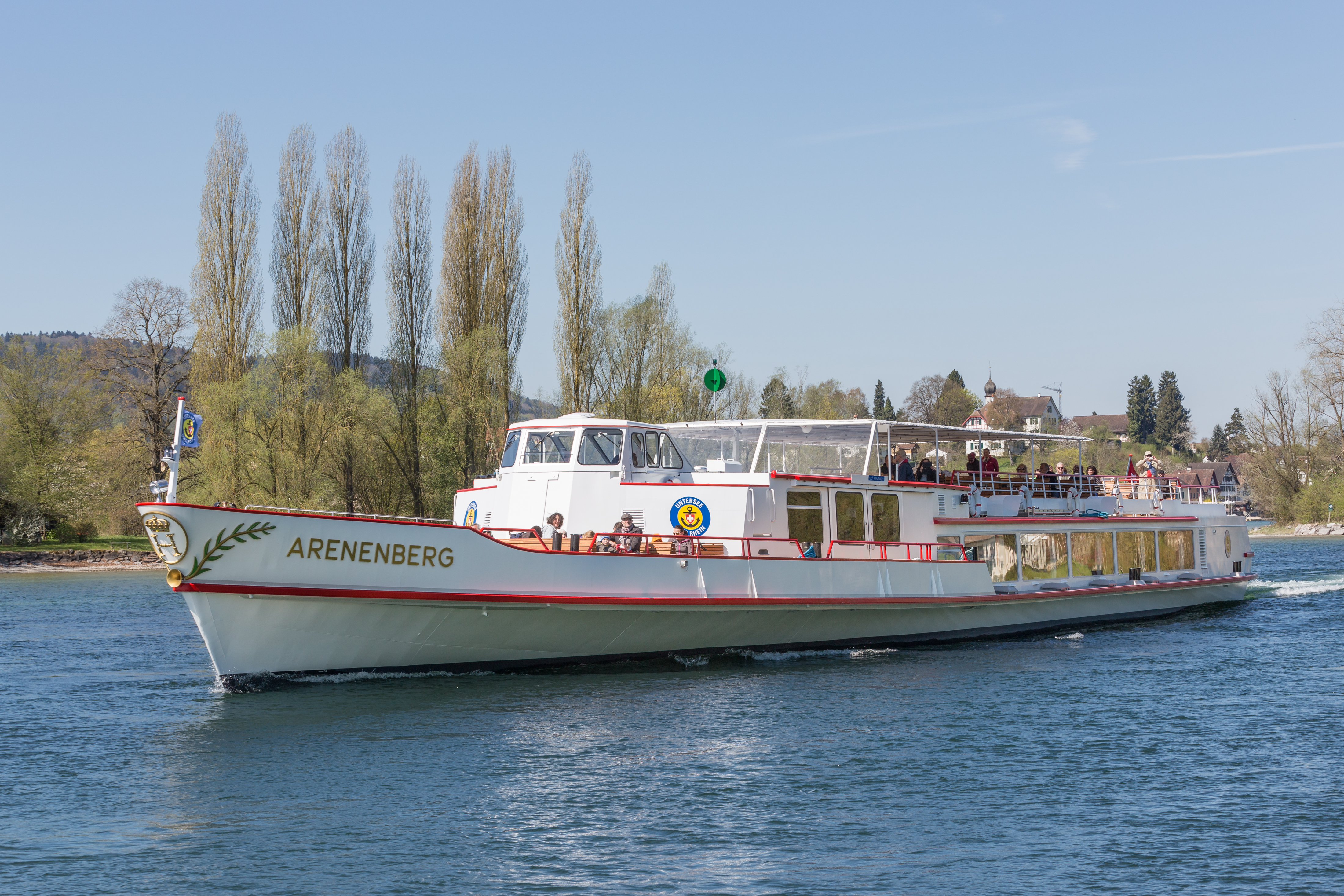
Arenenberg
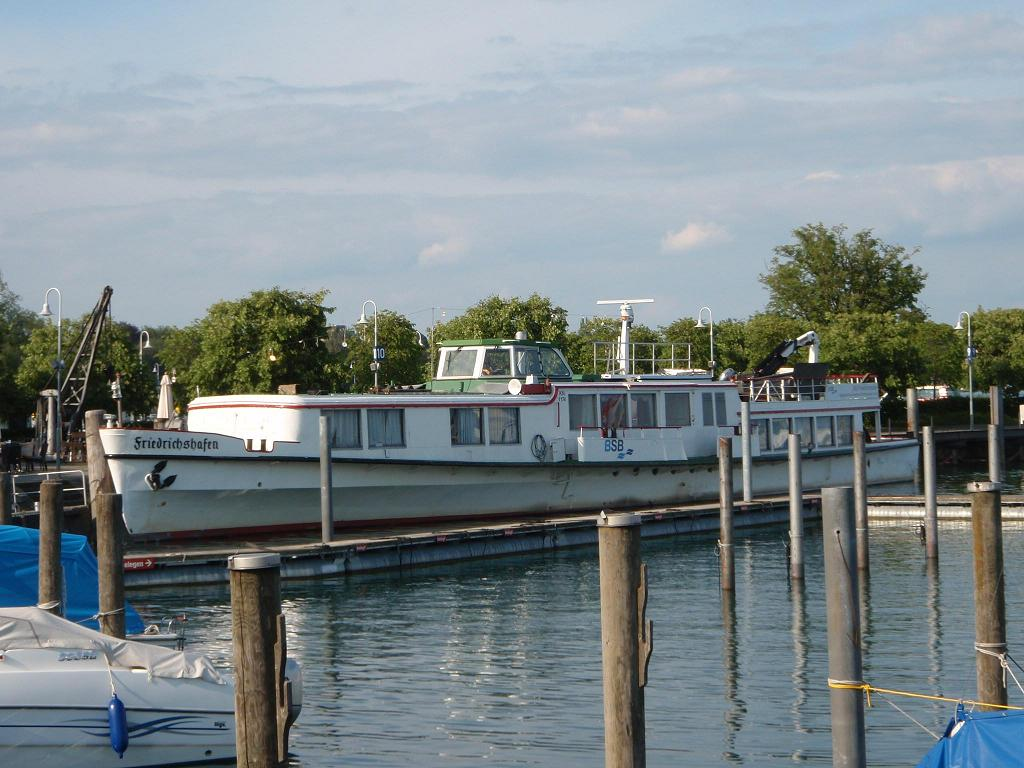
Friedrichshafen
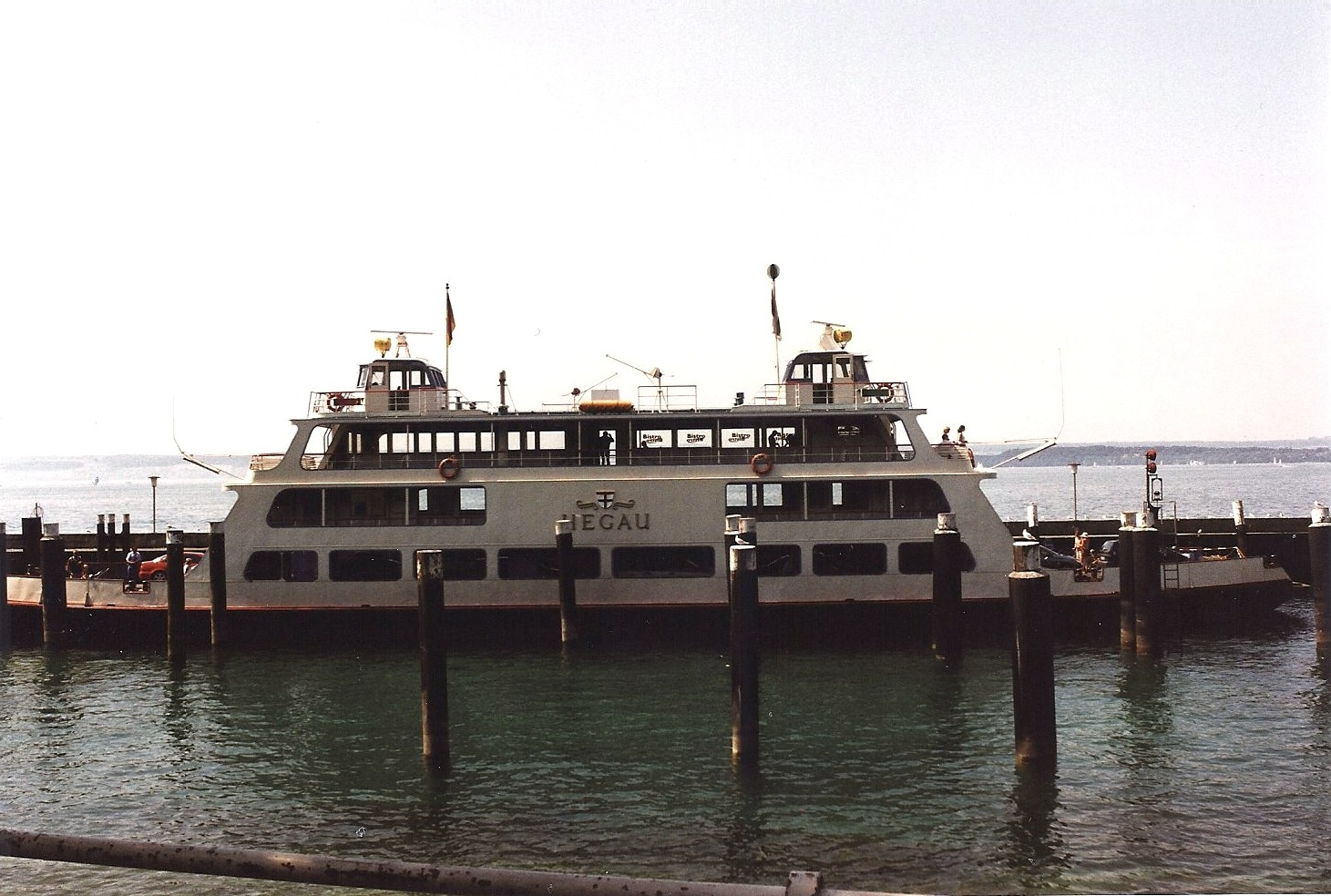
Fähre Hegau

Zürichsee- und Limmatschiffe
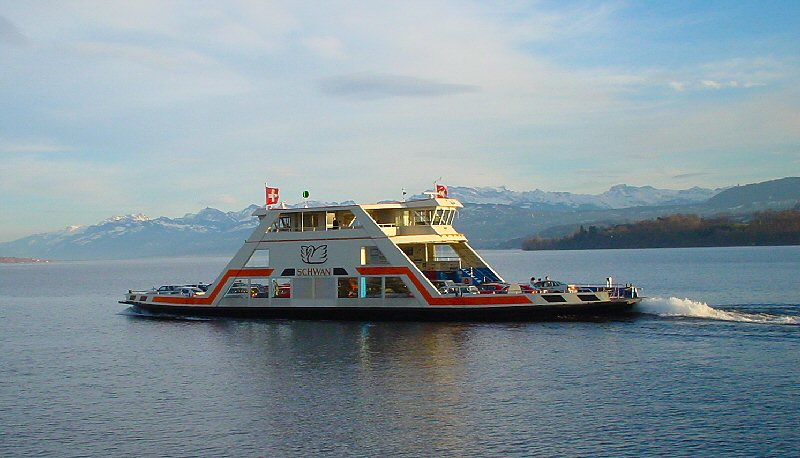
Fähre Schwan (1969)
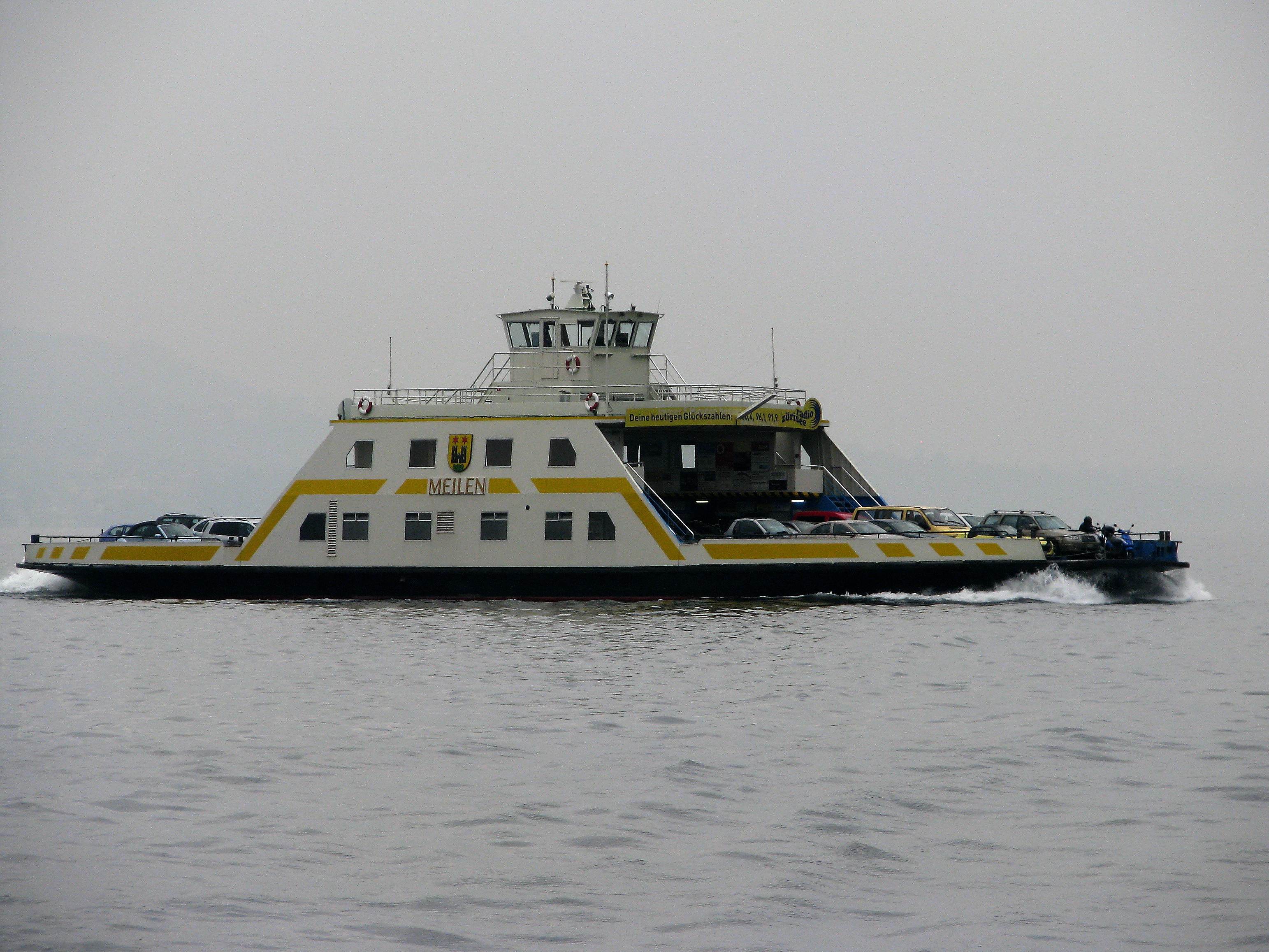
Fähre Meilen (1979)
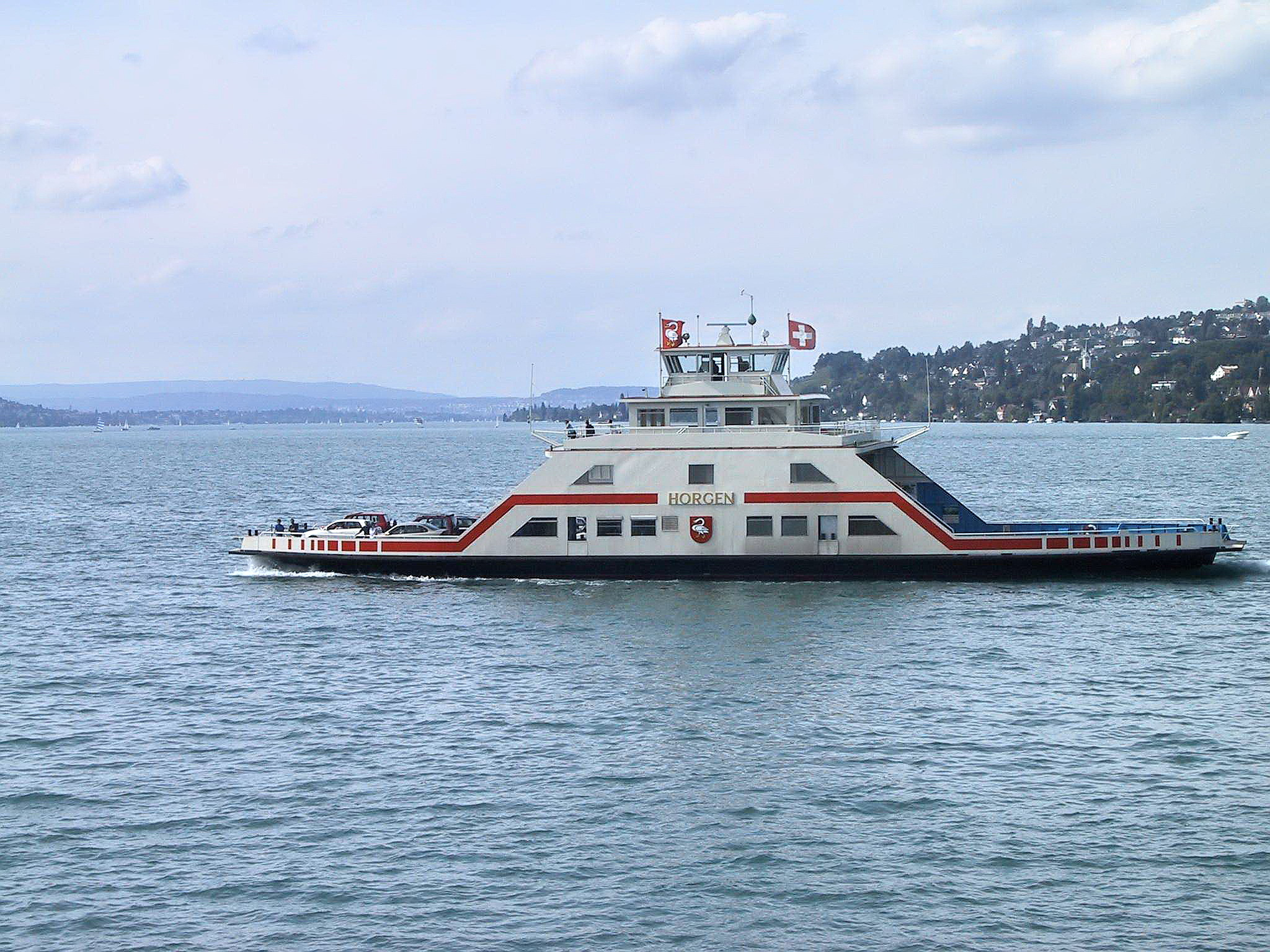
Fähre Horgen (1991)
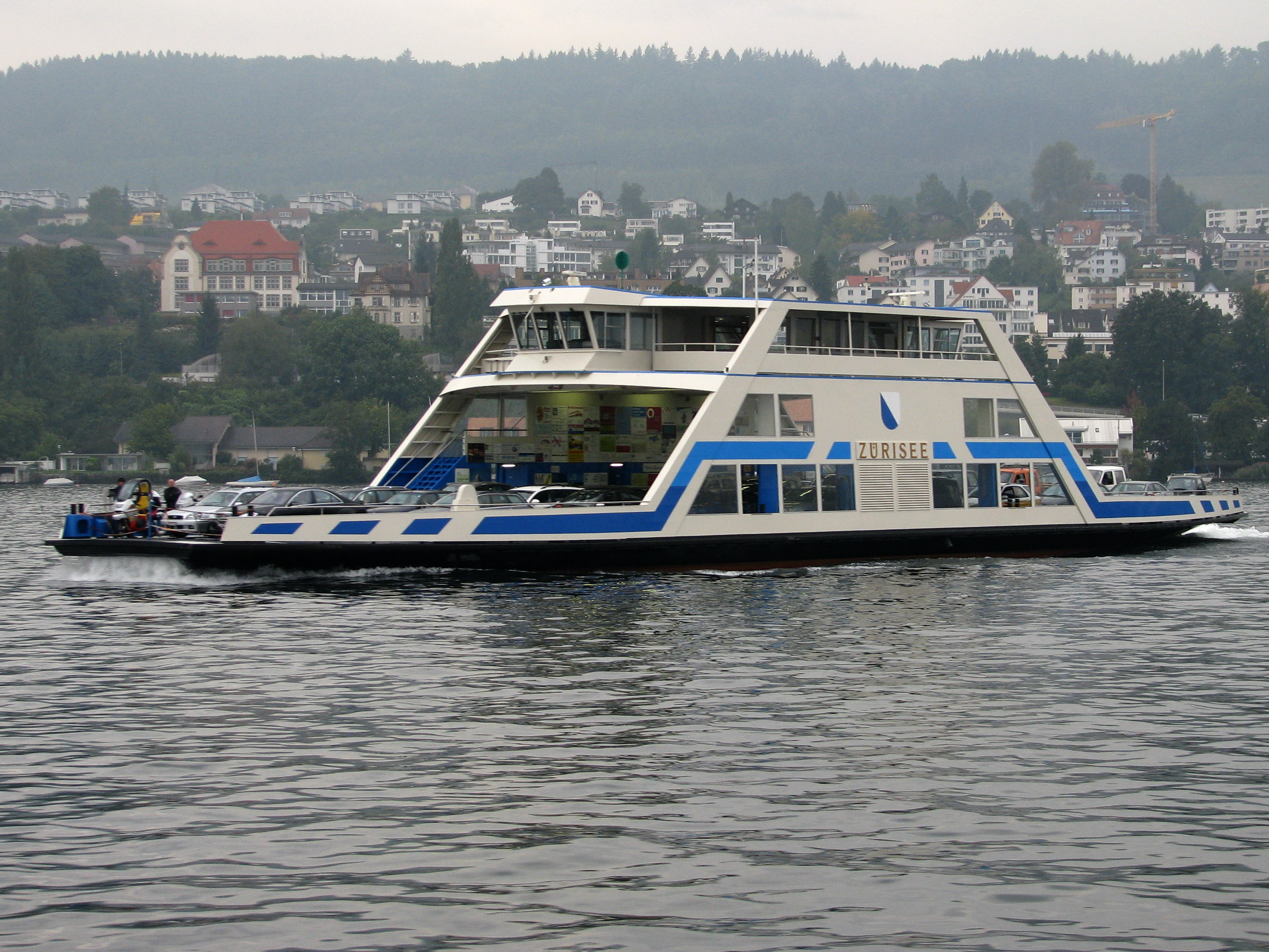
Fähre Zürisee (1999)
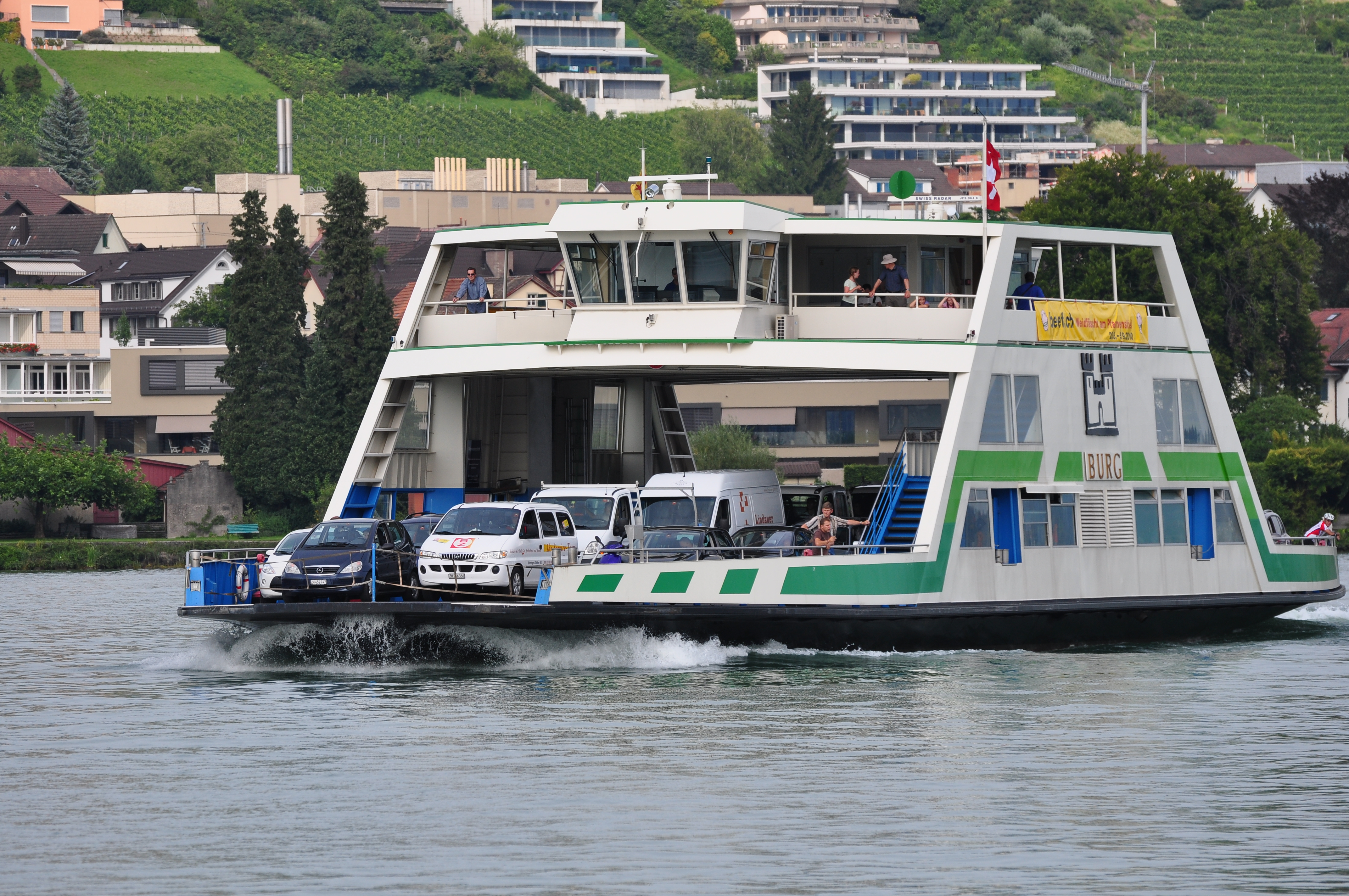
Fähre Burg (2003)
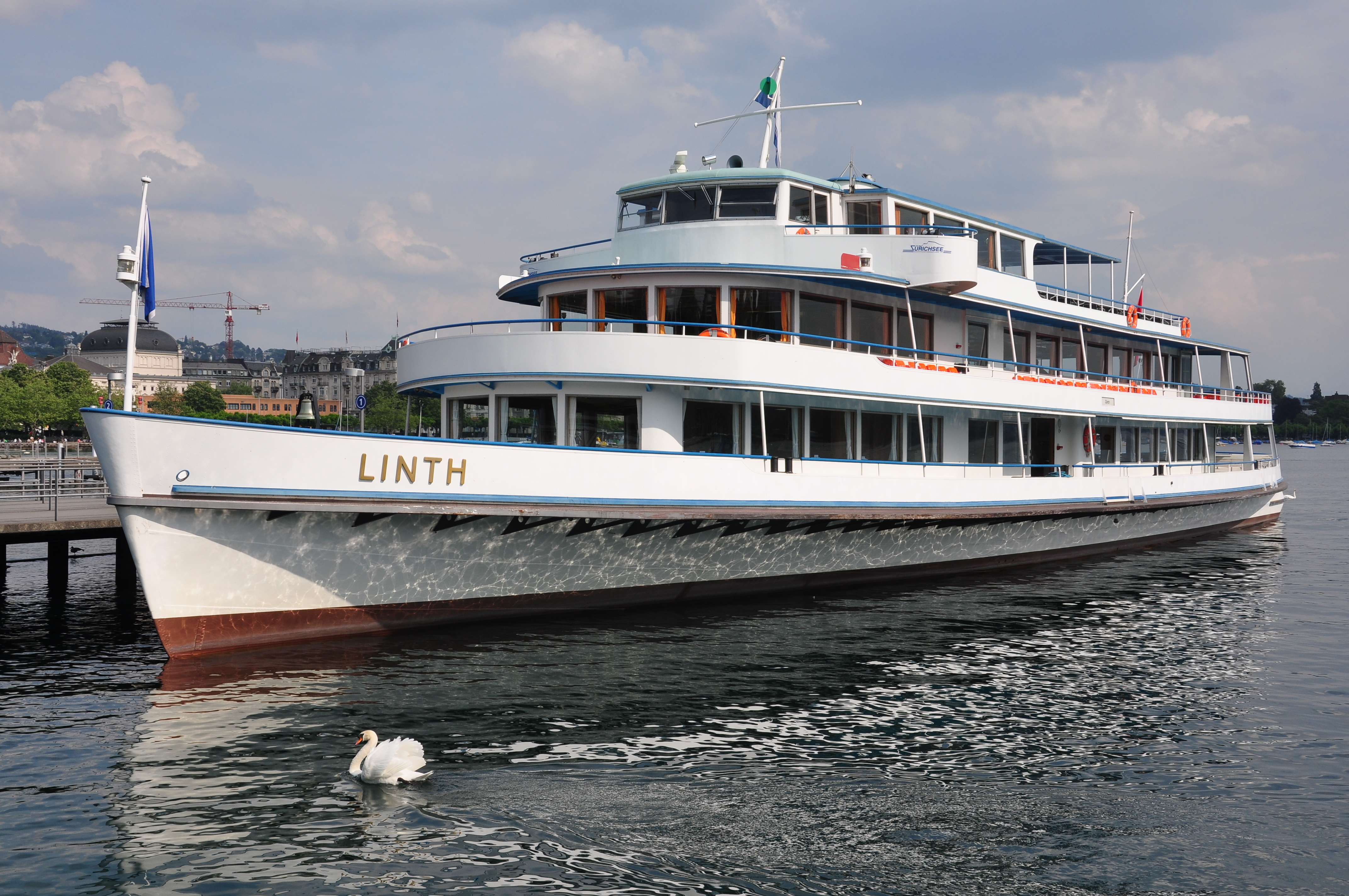
Linth (1952)
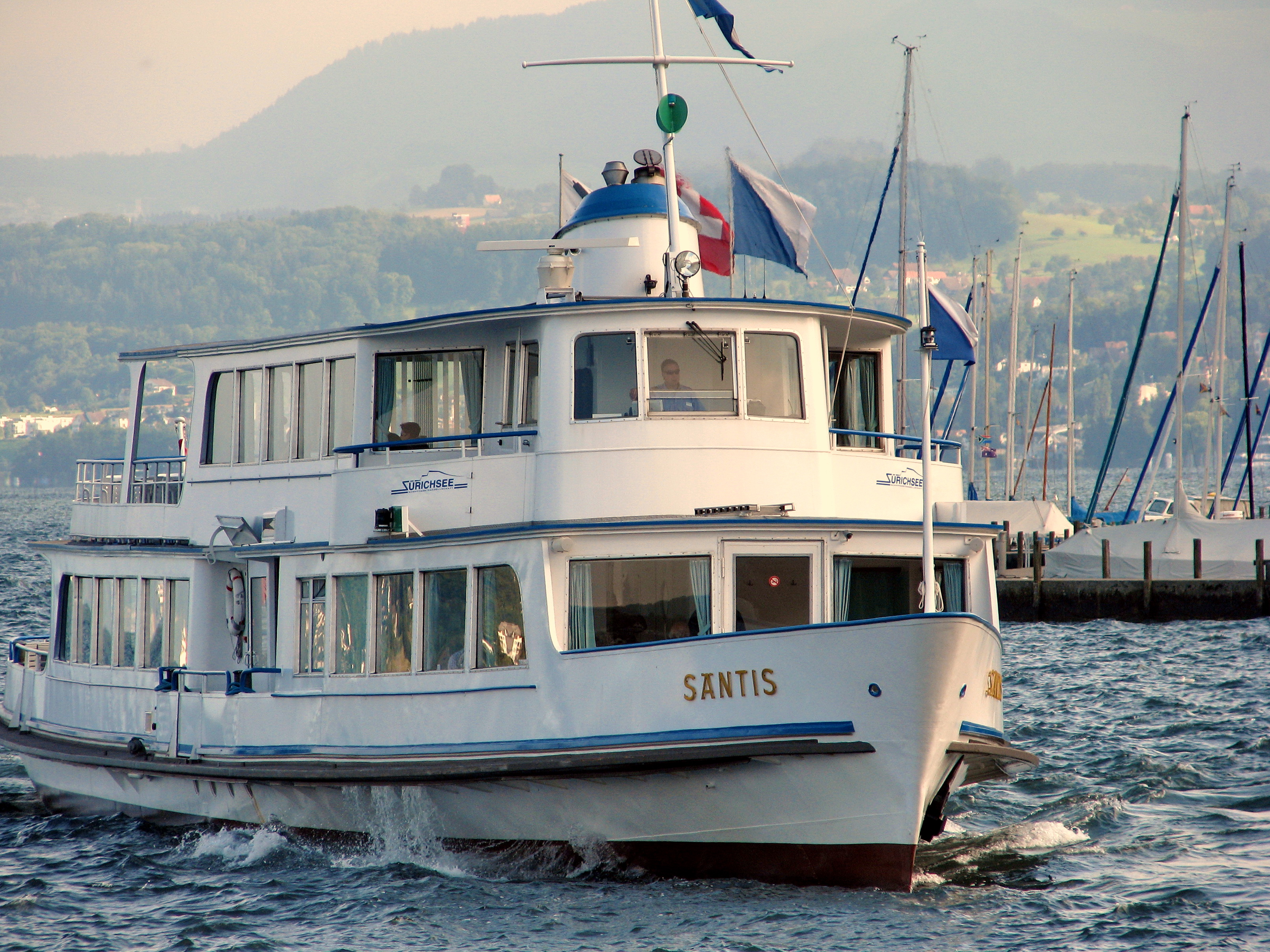
Säntis (1957)
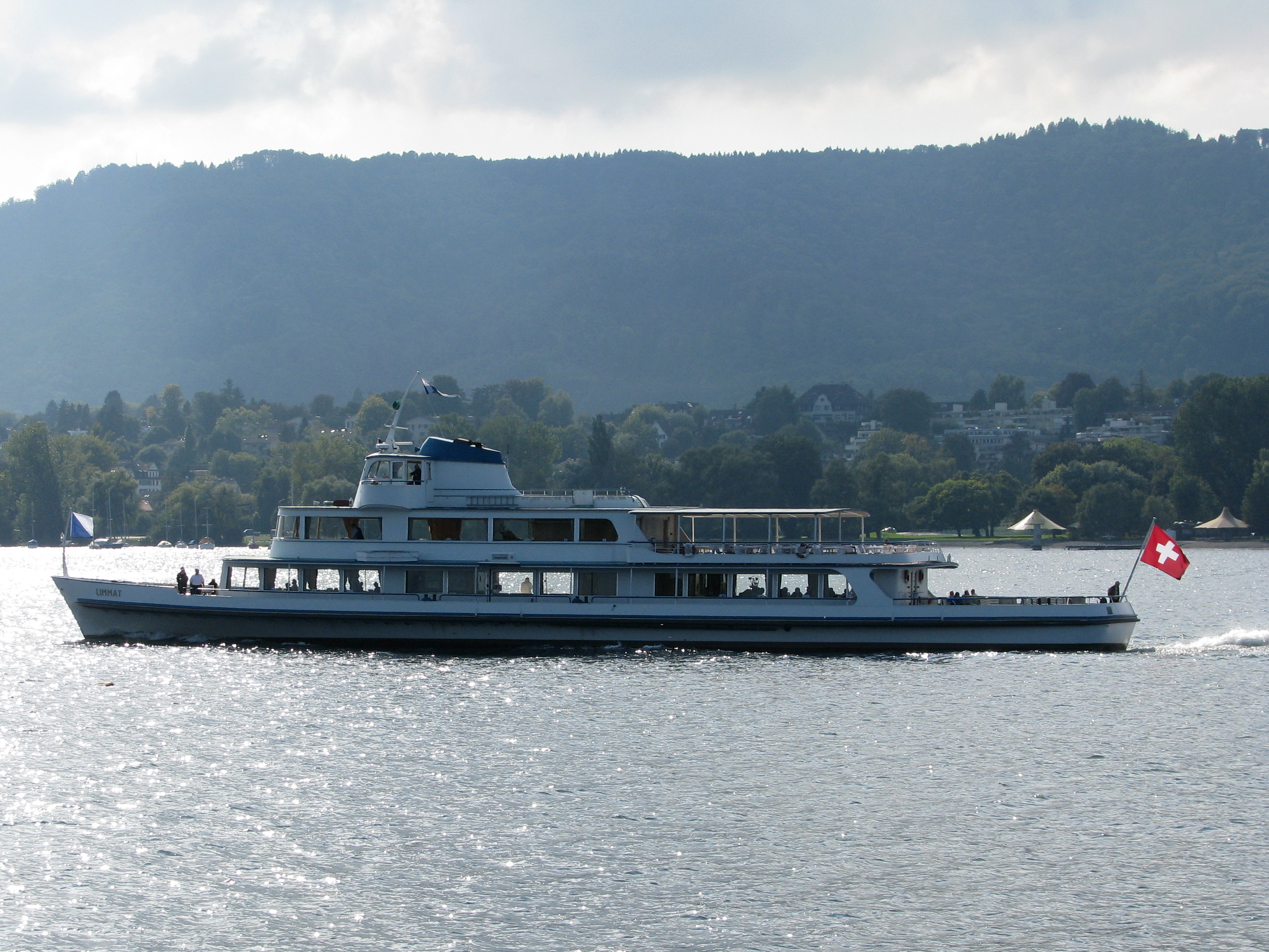
Limmat (1958)
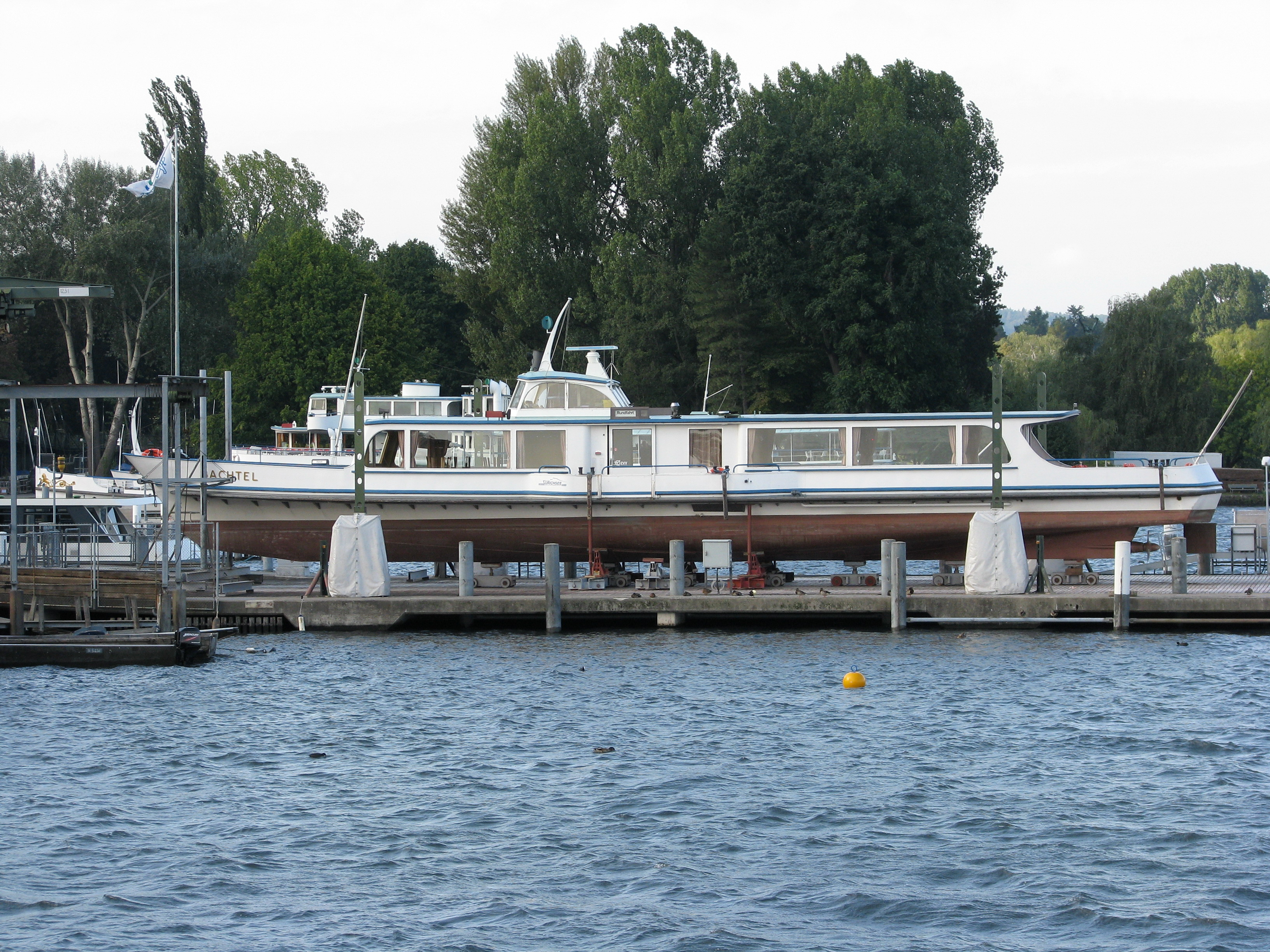
Bachtel (1962)
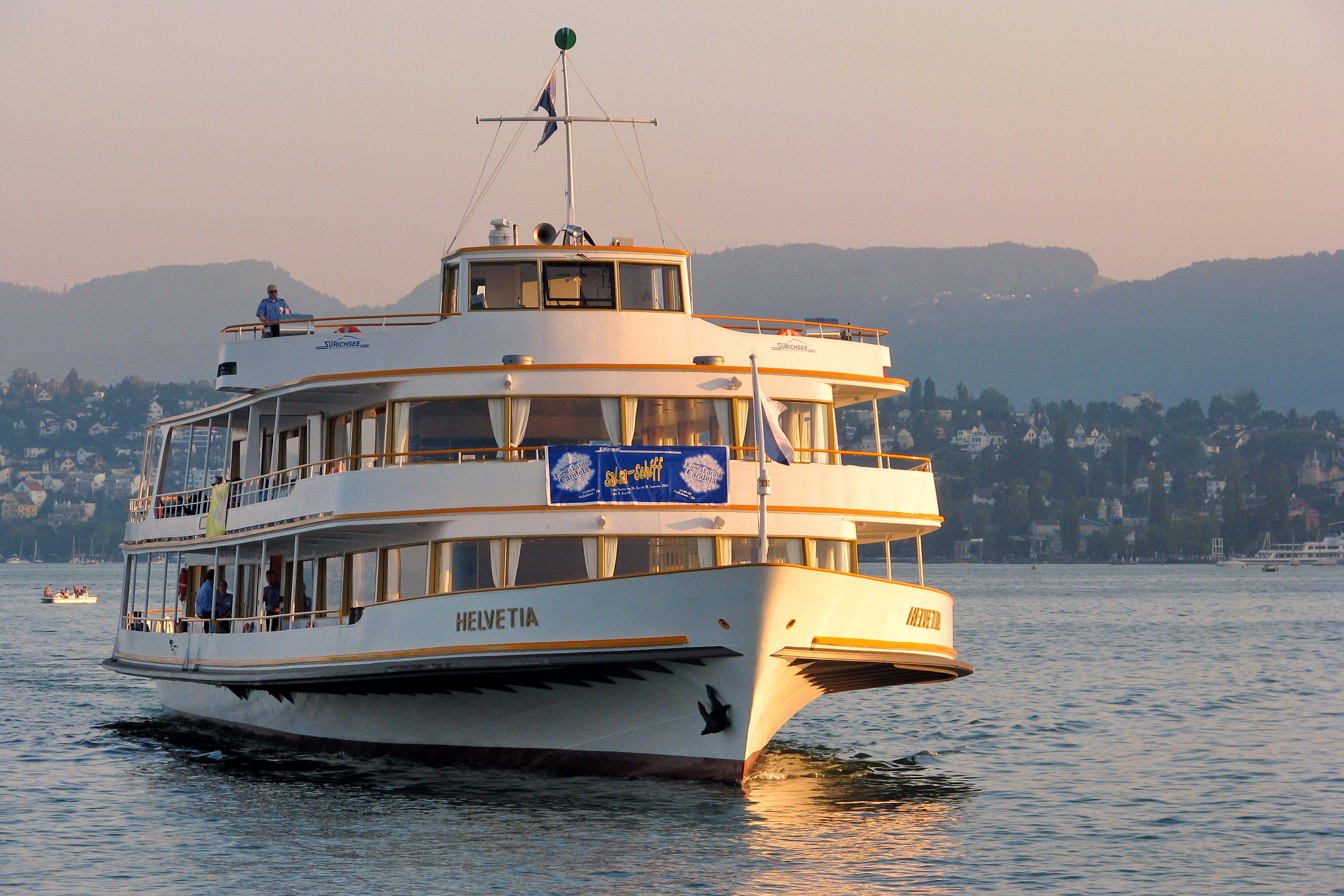
Helvetia (1964)
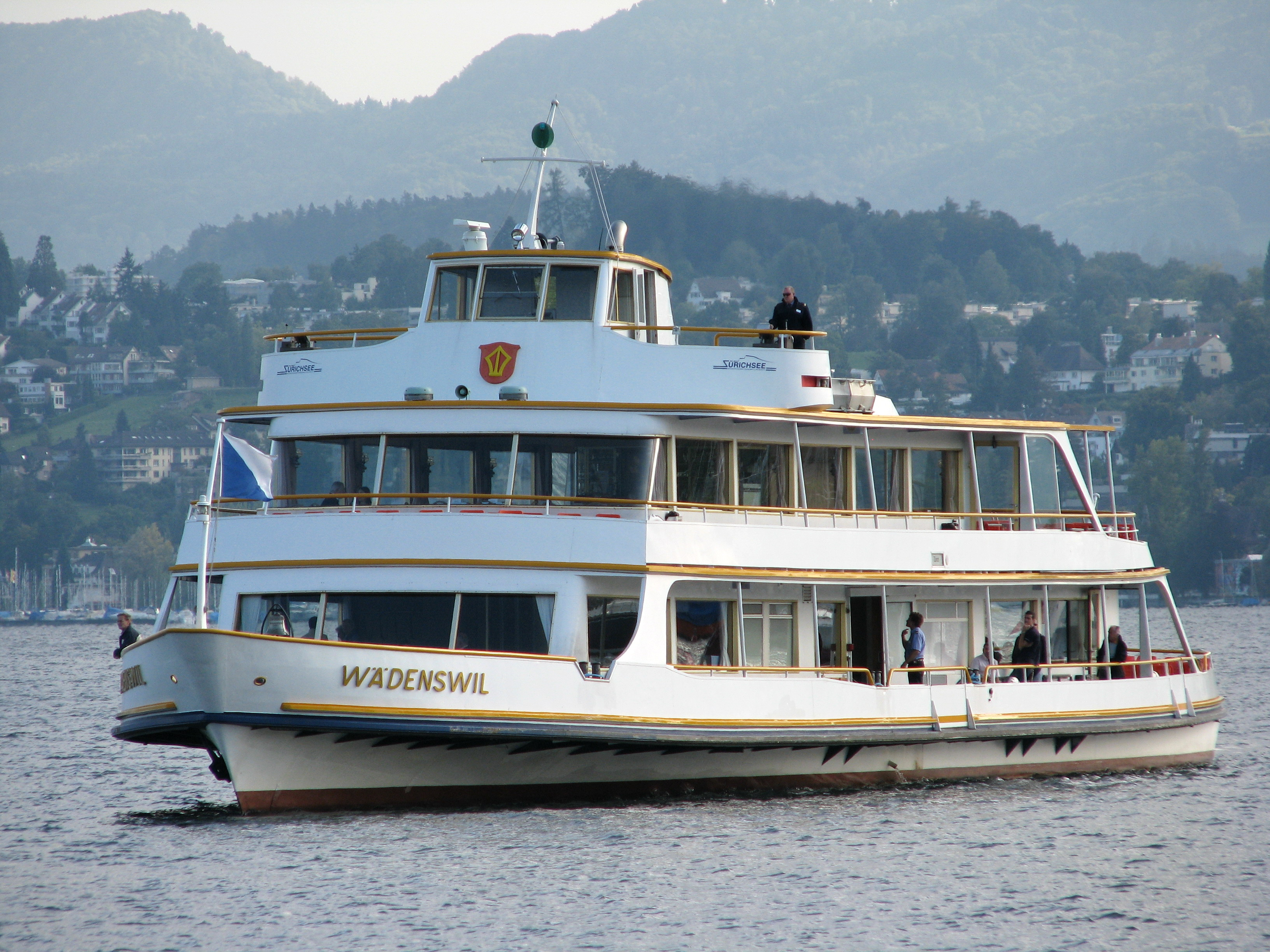
Wädenswil (1968)
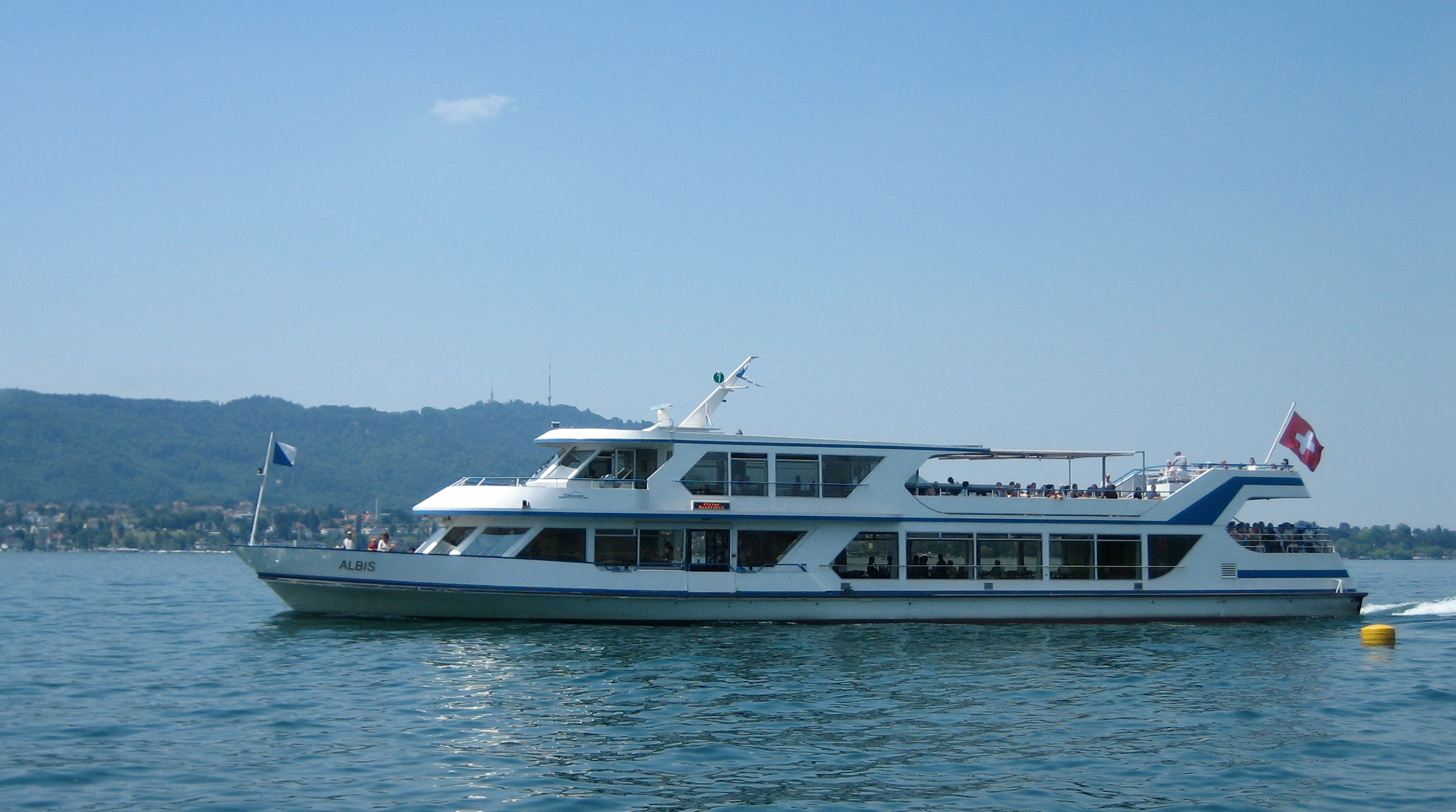
Albis (1997)
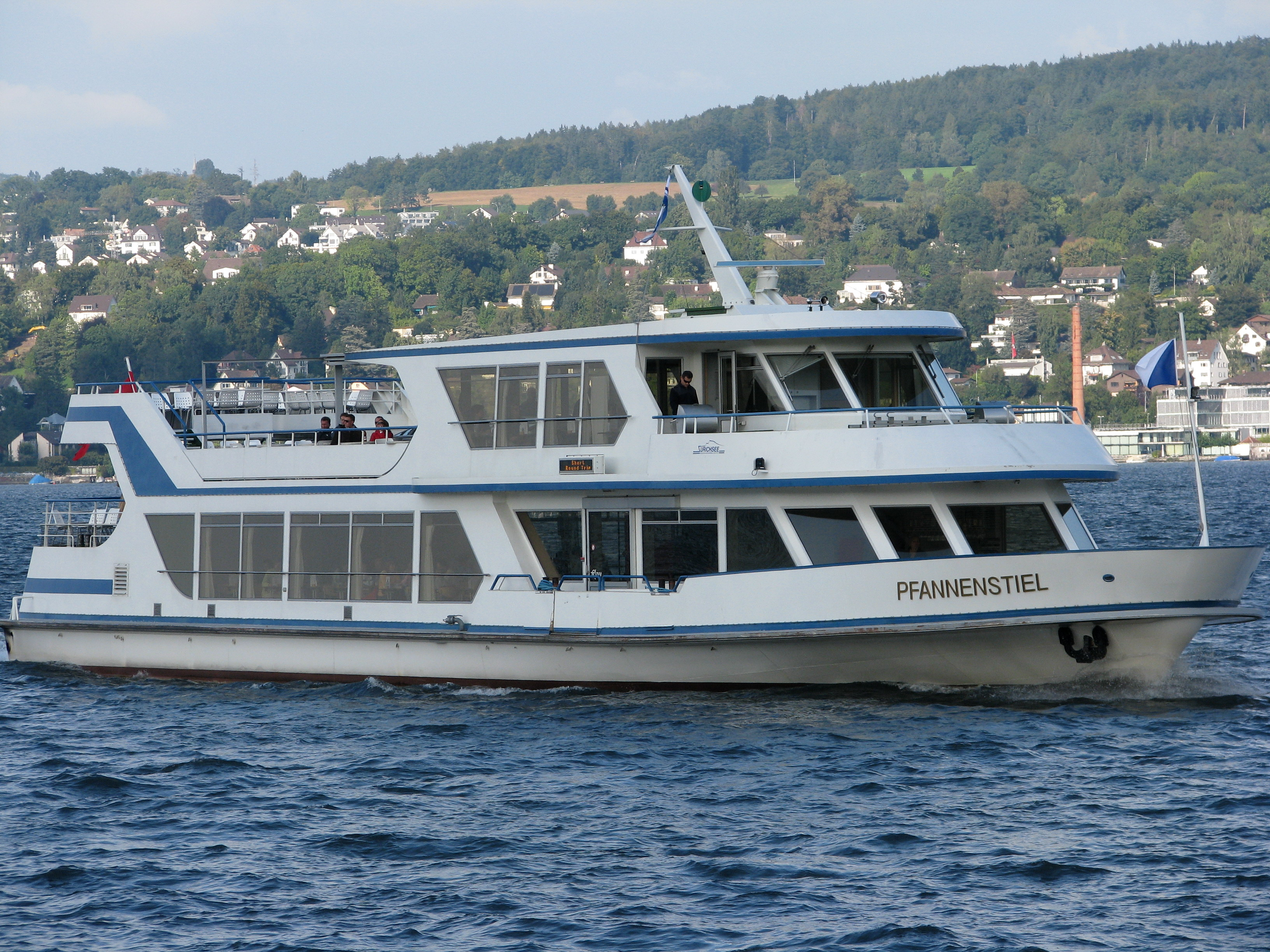
Pfannenstil (1998)
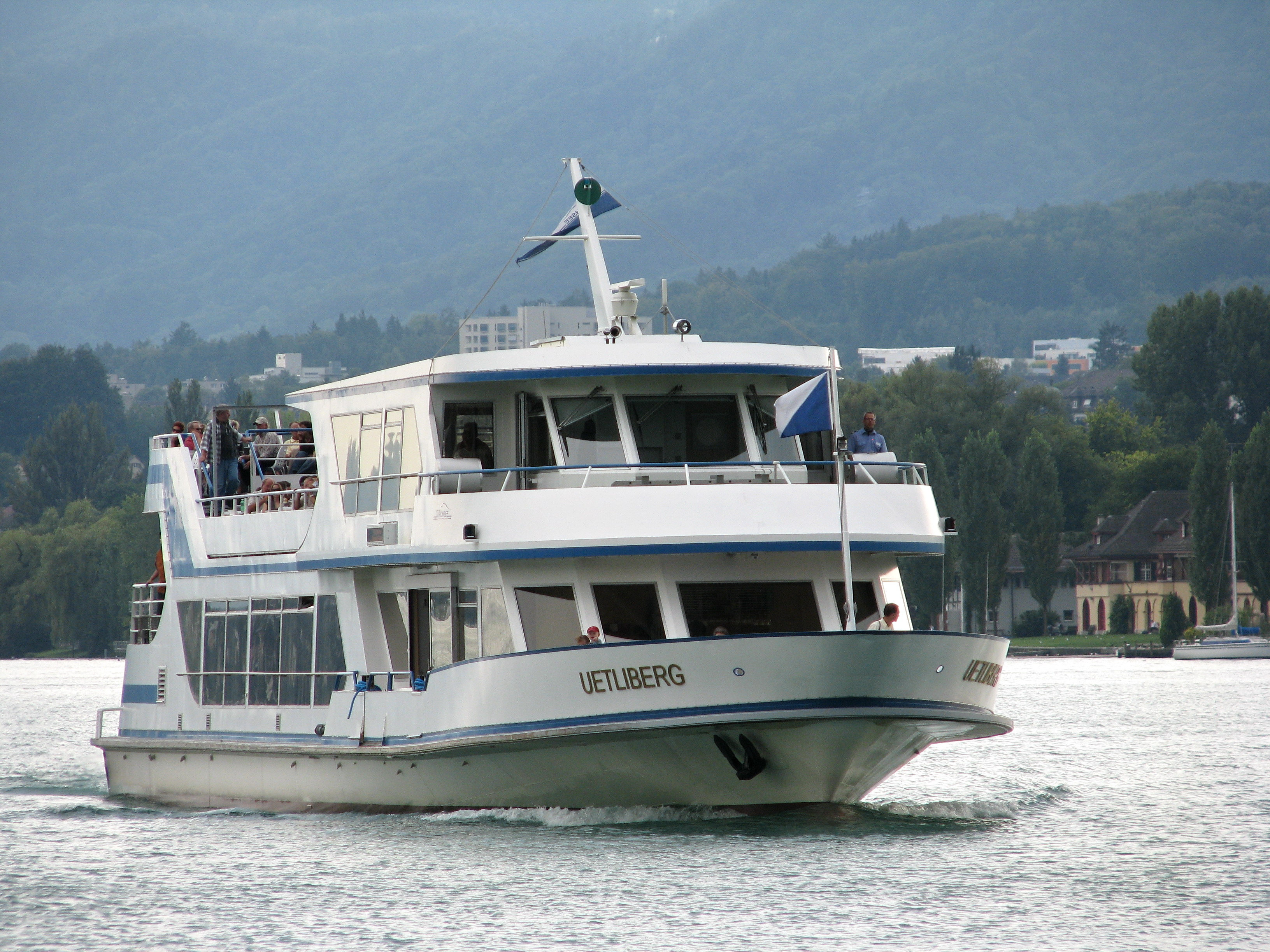
Uetliberg (1999)
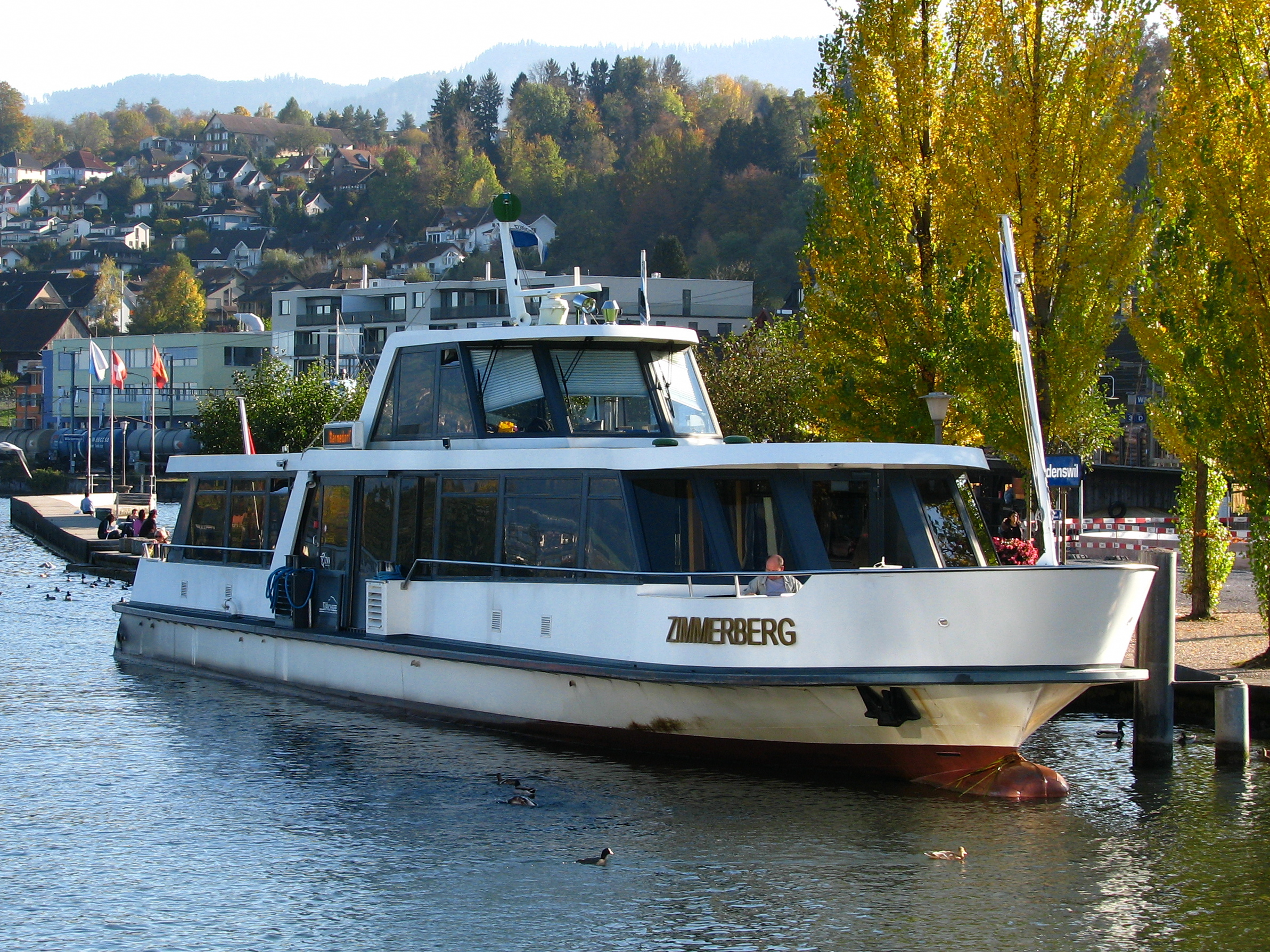
Zimmerberg (2001)
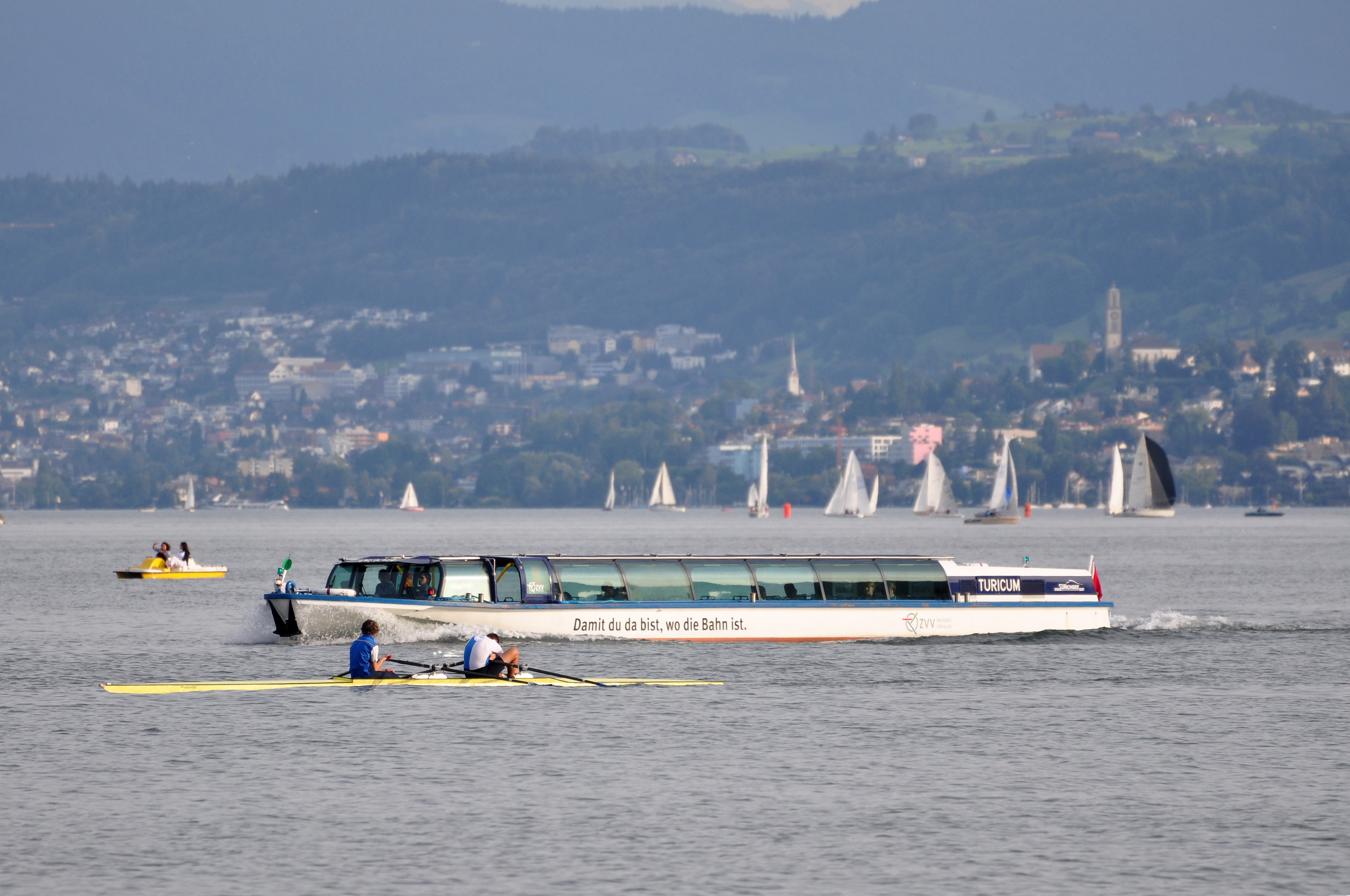
Limmatboot Turicum (1992)
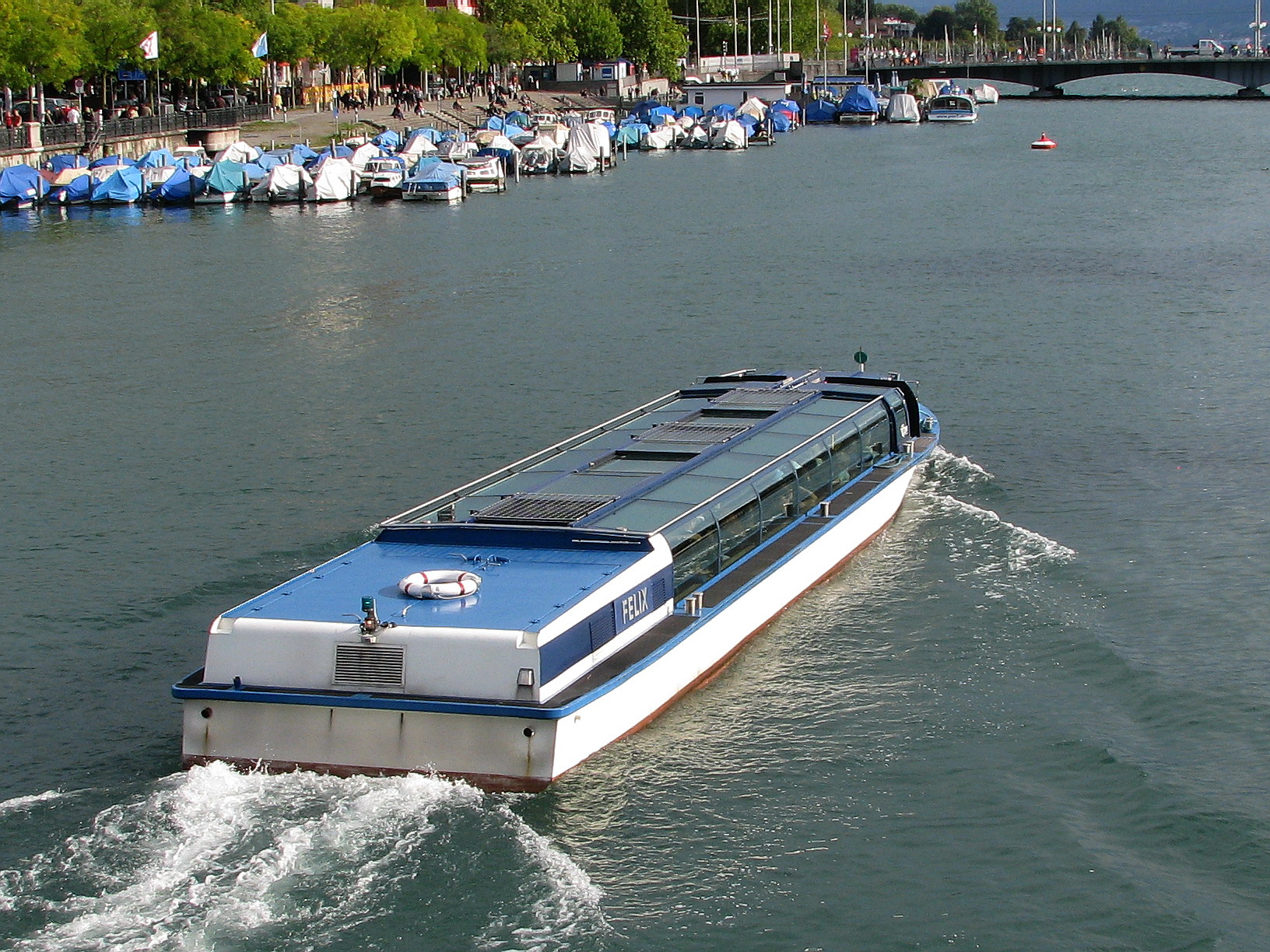
Limmatboot Felix (1993)
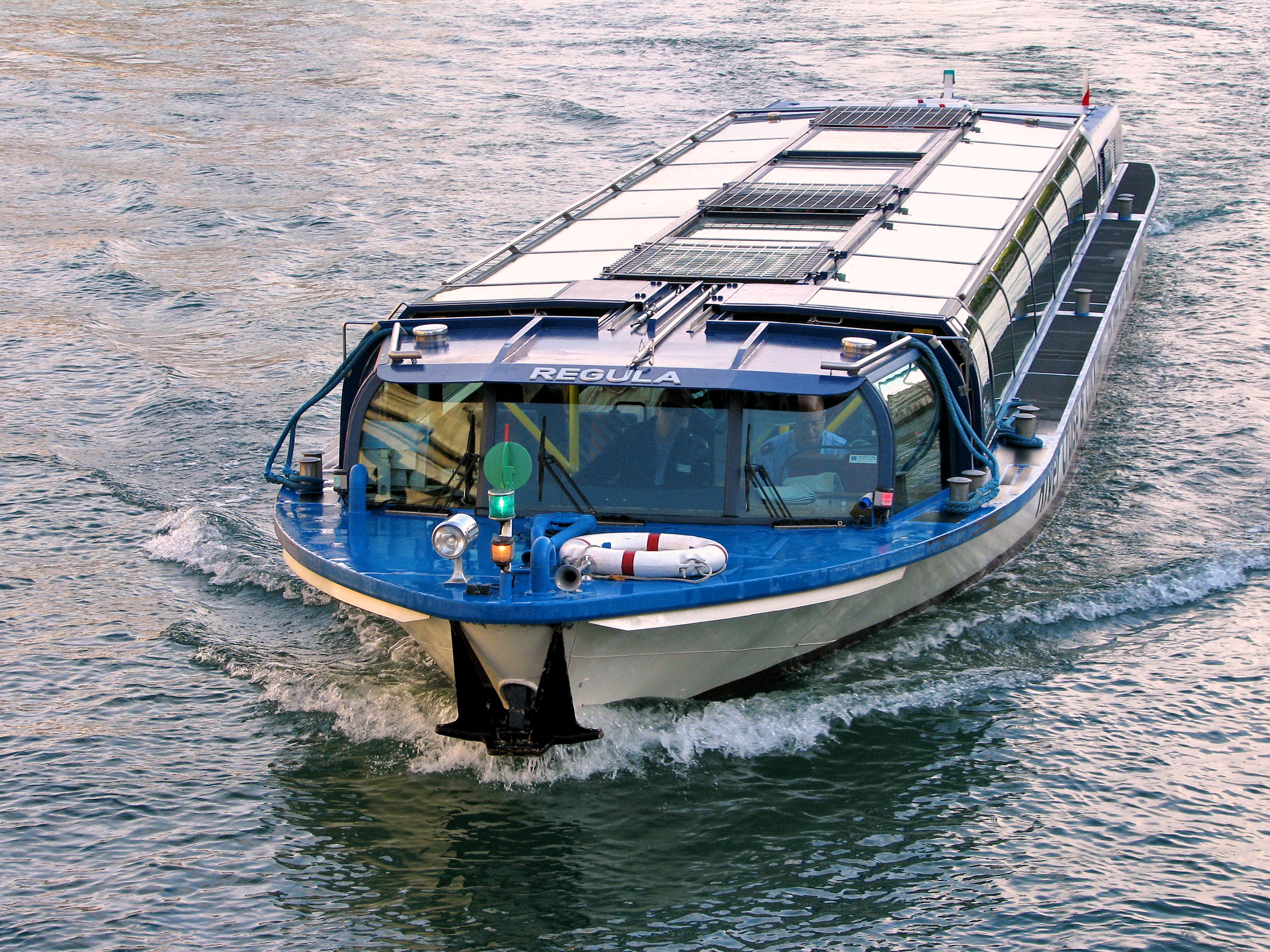
Limmatboot Regula (1993)